# Arquitectura safávida

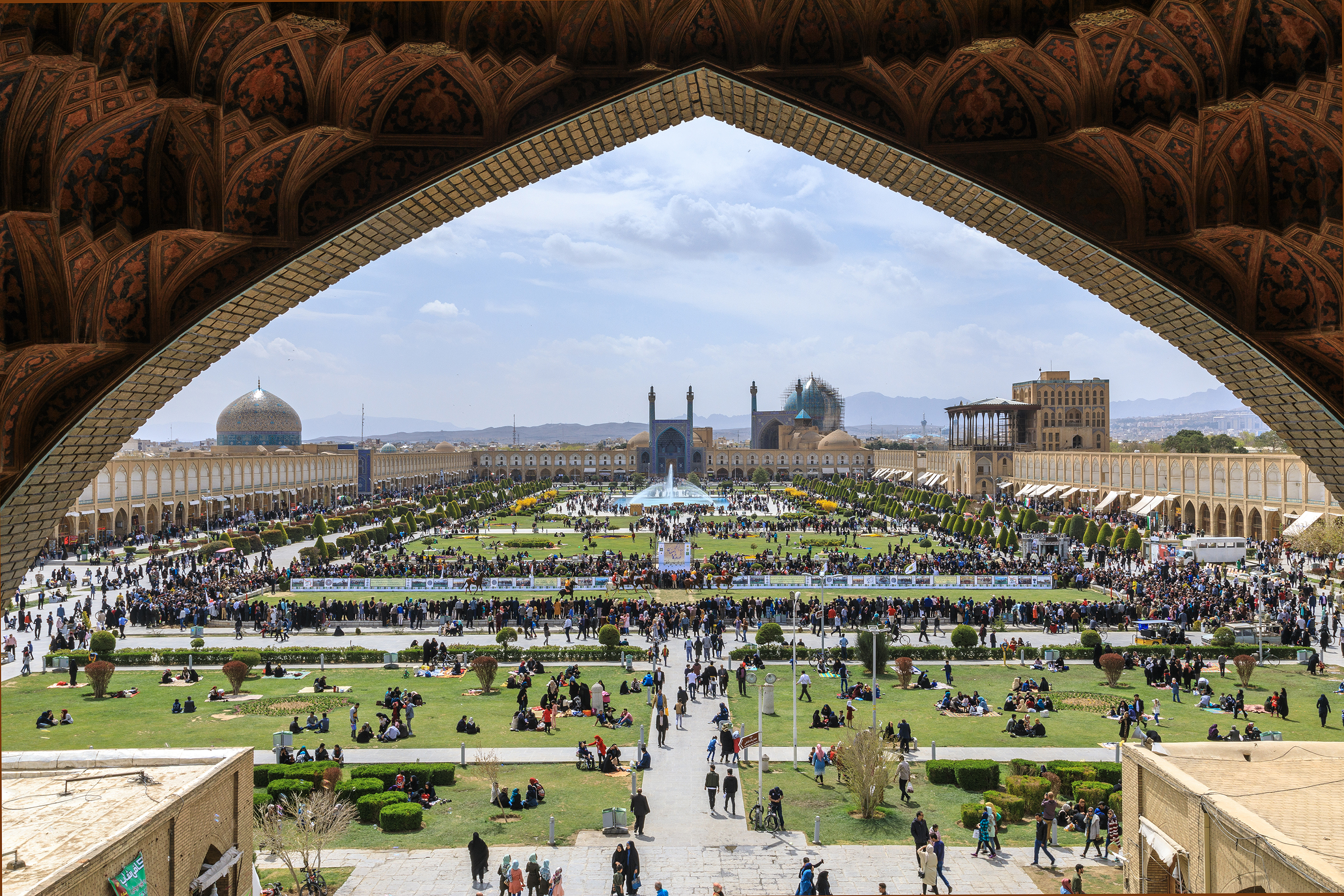
El Maidan de Isfahán (ahora plaza de Naqsh-e Yahán), la plaza central albergaba los bazares; en sus lados están la mezquita del jeque Lotf Allah y la mezquita del Shah.

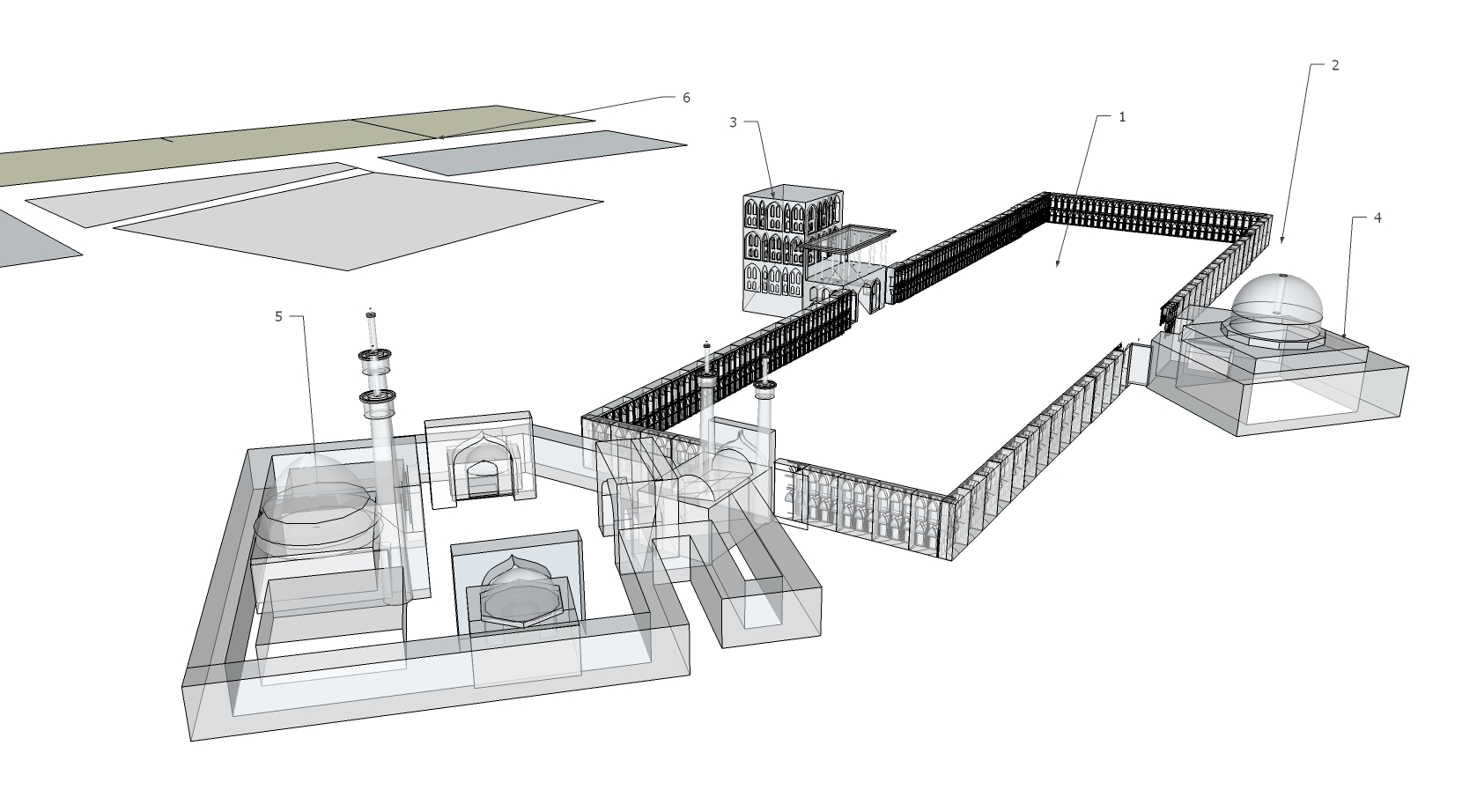
Isfahán en la era de los safávidas: Maidán (1), entrada al bazar (2), palacio de Ali Qapu (3), mezquita del jeque Lotf Allah (4), mezquita del Shah (5) y avenida de Chaharbagh (6).

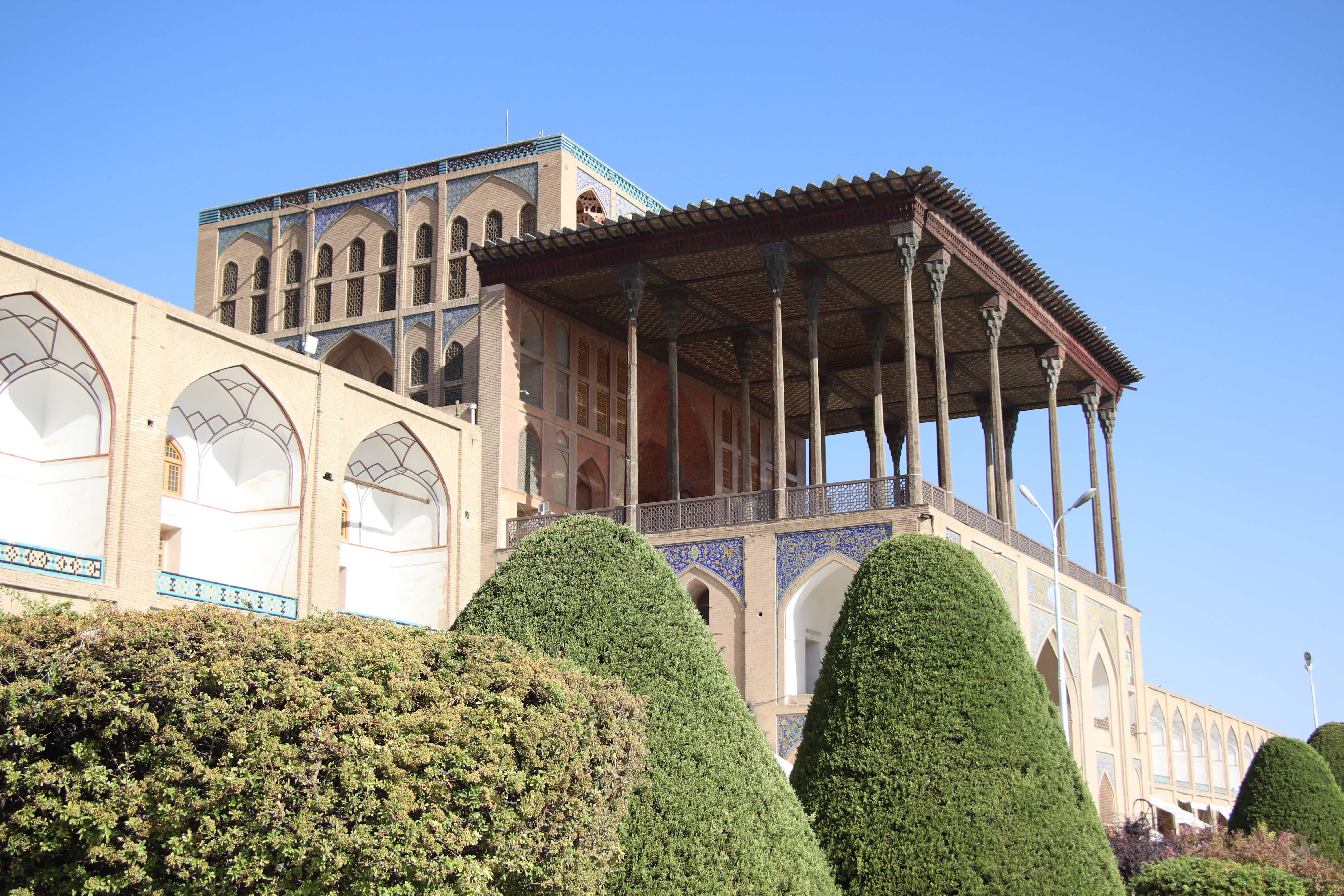
Palacio real de Ali Qapu (?-1597), Isfahán

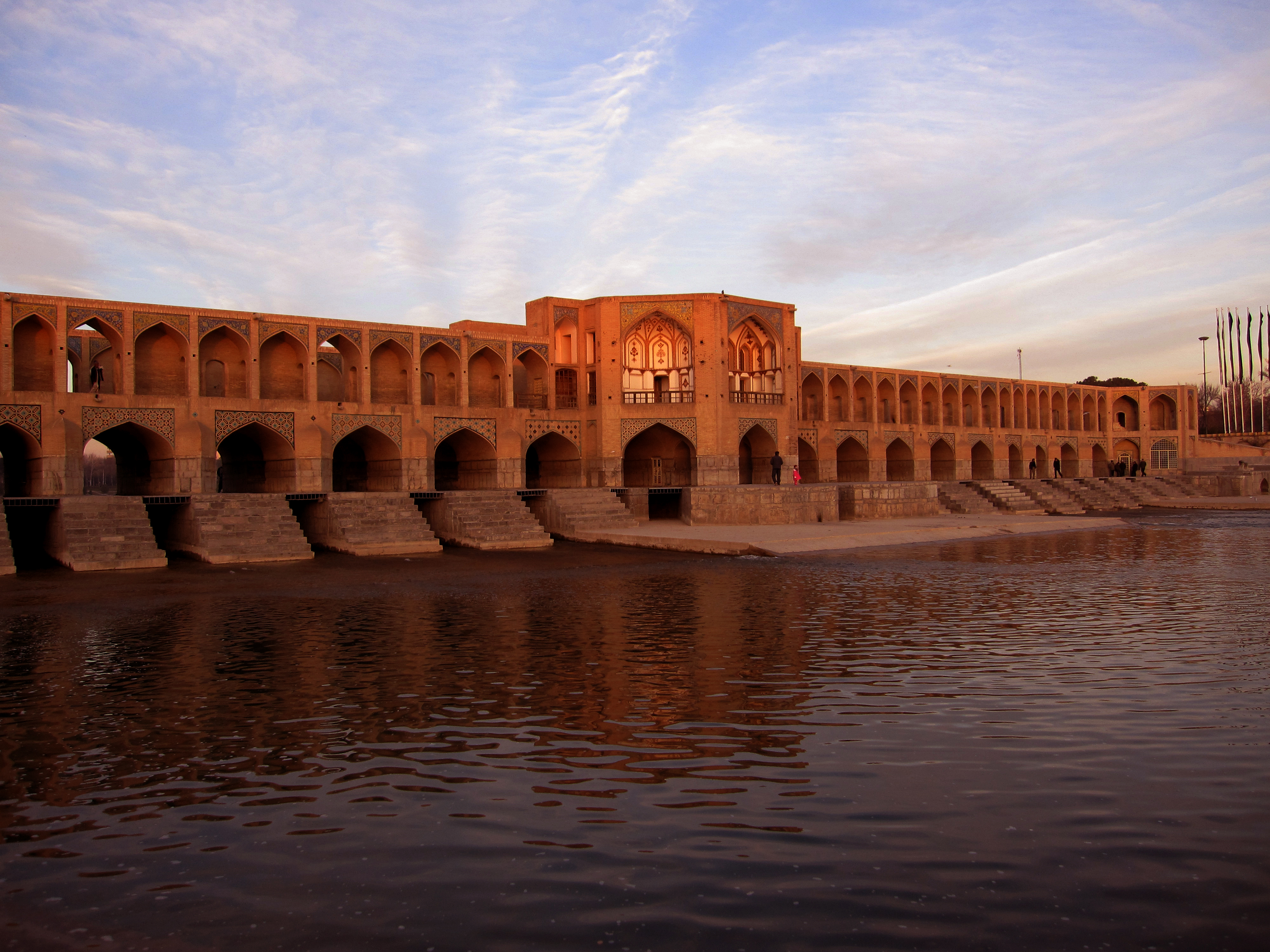
El puente Khaju (?-1650) sobre el río Zayandeh en Isfahán

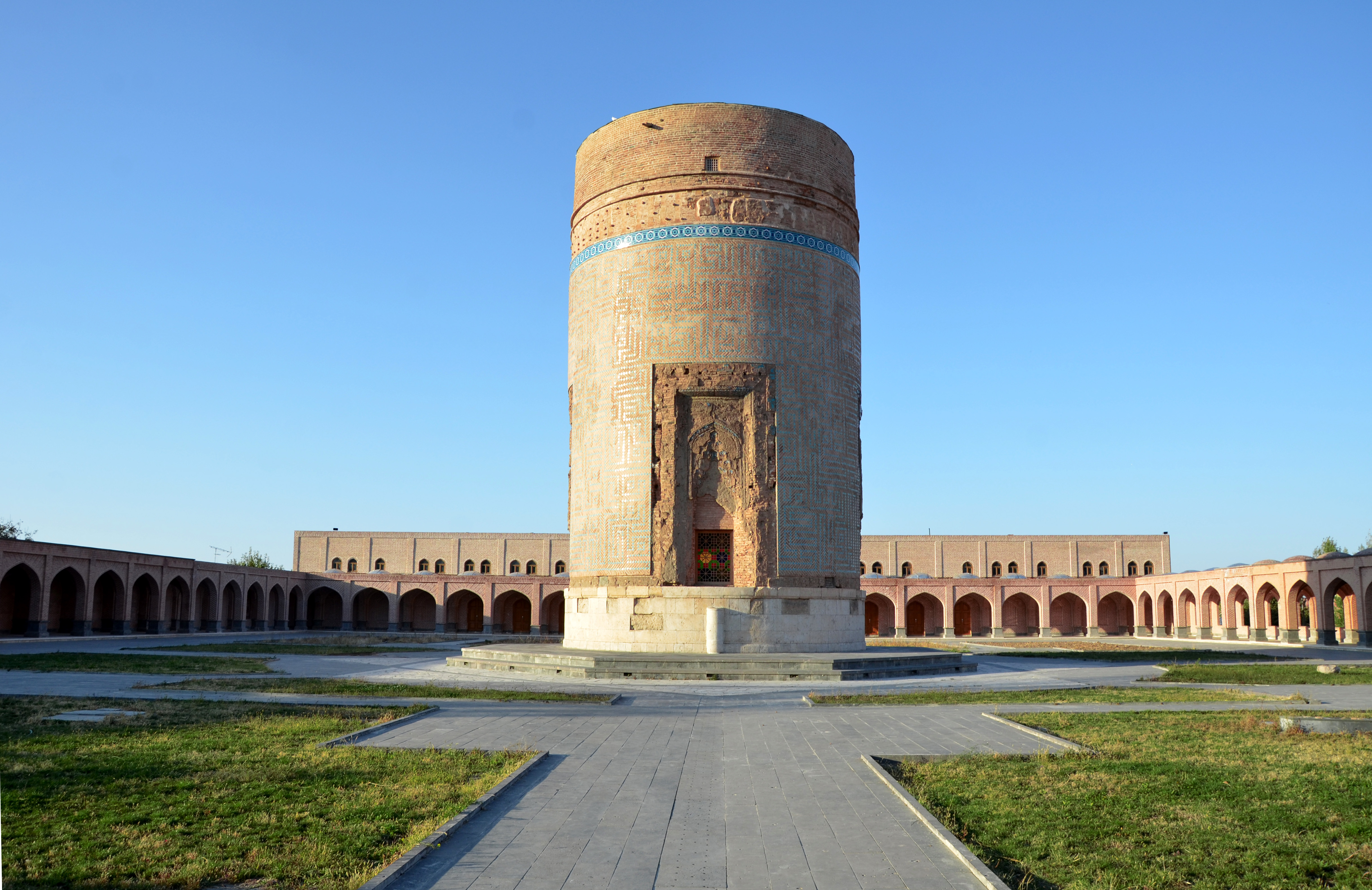
Mausoleo de Shaykh Haydar, padre del primer gobernante safávida Ismaíl I, en Meshginshahr

La arquitectura safávida corresponde al estilo de arquitectura islámica que floreció durante el reinado de la dinastía safávida que gobernaron Persia, al este del Imperio otomano, entre 1501 y 1732. Este período, económicamente robusto y políticamente estable, vio como la arquitectura tradicional evolucionaba en sus patrones y métodos, dejando su huella en la arquitectura de los siguientes períodos (continuó hasta el final del reinado Qayar). Fueron los últimos soberanos que promovieron un arte nacional «persa» y destacaron en la planificación urbana de Isfahán: sus palacios son verdaderas joyas que destacan en verdeantes parques trazados según perspectivas precisas, mientras la larga avenida monumental de Chaharbagh (o 'avenida de los Cuatro Jardines', de 3 km) articula la ciudad.  
Isfahán recuperó su importancia a partir de 1598 cuando el sah Abás el Grande (r. 1588-1629) trasladó su capital desde la noroccidental Qazvín a la meseta central iraní, a una altitud de 1500 m, en el sitio de la antigua capital elamí Aspandana helyén, fertilizada por el río Zayandeh ('el río que da vida'), un oasis de cultivo intenso en medio de una vasta área de paisaje árido. Alejaba su capital de cualquier ataque futuro de los otomanos y de los uzbecos, y al mismo tiempo obtenía más control sobre el golfo Pérsico, que recientemente se había convertido en una importante ruta comercial para las compañías de las Indias Orientales neerlandesas y británica. Antes de su ascenso, Persia tenía una estructura de poder descentralizada, en la que diferentes instituciones luchaban por el poder, incluidos los militares (los Qizilbash) y gobernadores de las diferentes provincias que conformaban el imperio. El sha Abbás quería acabar con tal estructura política y la recreación de Isfahán como gran capital del país fue un paso importante para centralizar el poder.
Inició lo que se convertirá en uno de los mejores programas de la historia iraní, reconstruyendo y transformando la nueva capital en una de las ciudades más grandes y hermosas del mundo del siglo XVII. El arquitecto principal de la colosal tarea de planificación fue Shaykh Bahai (Bahā al-dīn al-Āmilī), quien centró el programa en dos características clave: la avenida Chaharbagh, de cuatro kilómetros de longitud, flanqueada a cada lado por todas las instituciones prominentes de la ciudad y las residencias de los dignatarios extranjeros, y la plaza de Naqsh-e Yahán ('Ejemplo del mundo') en su centro, de 507 m de largo y 158 m de ancho, rodeada por una fila de bazares (Abbas reunía los tres principales poderes en su patio trasero: el clero, representado por la mezquita real, los comerciantes, en el Bazar Imperial, y su propio poder, que residía en el palacio de Ali Qapu).. La mezquita del jeque Lotf Allah (1603-1618) fue erigida sobre una planta cuadrada simple. No tendría importancia arquitectónica, pero con su loza azul y verde extremadamente rica, es una de las joyas de la arquitectura islámica oriental. Similar, y al otro lado del Maidan (debido a la orientación de la kibla), la mezquita del Shah (1612-1630), construida asimétricamente en contacto con una esquina, es un poco más sobria en su decoración. Abás introdujo políticas para desarrollar la participación iraní en el comercio de la Ruta de la Seda y muchos artesanos turcos, armenios y persas fueron reasentados a la fuerza en la ciudad para asegurar su prosperidad.
Con más de 160 mezquitas, 40 madrasas, 1800 caravanseráis y 270 baños públicos, la ciudad fue habitada por aproximadamente un millón de personas durante la época de Abás el Grande. El gran bazar de Isfahán también es único en el mundo islámico, cubre aproximadamente treinta kilómetros cuadrados y arquitectónicamente sirve como entrada a la gran plaza central, Maidan (plaza principal). Los pabellones y palacios con jardines, así como la propia arquitectura de los jardines, fueron de particular importancia en la arquitectura safávida. Se construyeron lujosos pabellones en el jardín del Palacio Real. Según William Cleveland y Martin Bunton, el establecimiento de Isfahán como la gran capital  y el esplendor material de la ciudad atrajo a intelectuales de todos los rincones del mundo, lo que contribuyó a la rica vida cultural de la ciudad. Los impresionantes logros llevaron a sus habitantes a acuñar su famoso alarde, «Isfahán es la mitad del mundo».
El más conocido es el palacio de Chehel Sotún (1647) ('palacio de los Cuarenta Pilares') en el distrito palaciego en el eje de Maidan, que proclama la gloria de Abás el Grande en su decoración interior. El diseño de las columnas evoca elementos de Persia, y sus pedestales están estampados con leones apoyados unos contra otros. Su entrada abovedada, con el interior decorado con espejos venecianos y murales en miniatura lo hacen especial. Fue erigido en 1647 por Abás II (r. 1642-1666) y luego reconstruido después del incendio de 1706. La ornamentación de figuras no era ajena a la forma descrita por los artistas safávidas. La tumba de Said Shah está adornada con una pasión de imanes chiitas, lo que, según los sunitas, habría sido un sacrilegio inimaginable. El arquitecto jefe de la ciudad es el polihistor, un ingeniero experto en las artes, Ella era Sheikh Bahrá ad-Dín Muhammad Amili. Un palacio secular igualmente hermoso es el palacio jardín de dos pisos llamado Hasht Bihisht ('Ocho cielos') erigido en 1669 por Solimán I de Persia.
Los safávidas también crearon algo nuevo en el campo de la arquitectura de puentes, con una implementación bien pensada de los aspectos artísticos y de ingeniería. Desde el palacio de Chehel Sotún, una hilera de plátanos de tres kilómetros conduce al puente de Allahverdi (o Si-o-se Pol). Una solución arquitectónica excepcional es el puente Khaju (?-1650) sobre el río Zayandeh. Como el río no era navegable, no hubo que tener en cuenta el tráfico de barcos y son lo suficientemente anchos para dar cabida tanto a caravanas como a peatones. Los arquitectos de puentes demostraron un tremendo ingenio en la construcción de presas y sistemas de compuertas de una manera armoniosa y visualmente emocionante, mientras que los puentes ayudaban a controlar y dirigir el flujo de agua para regar tierras de cultivo y jardines.

Edificios en Isfahán
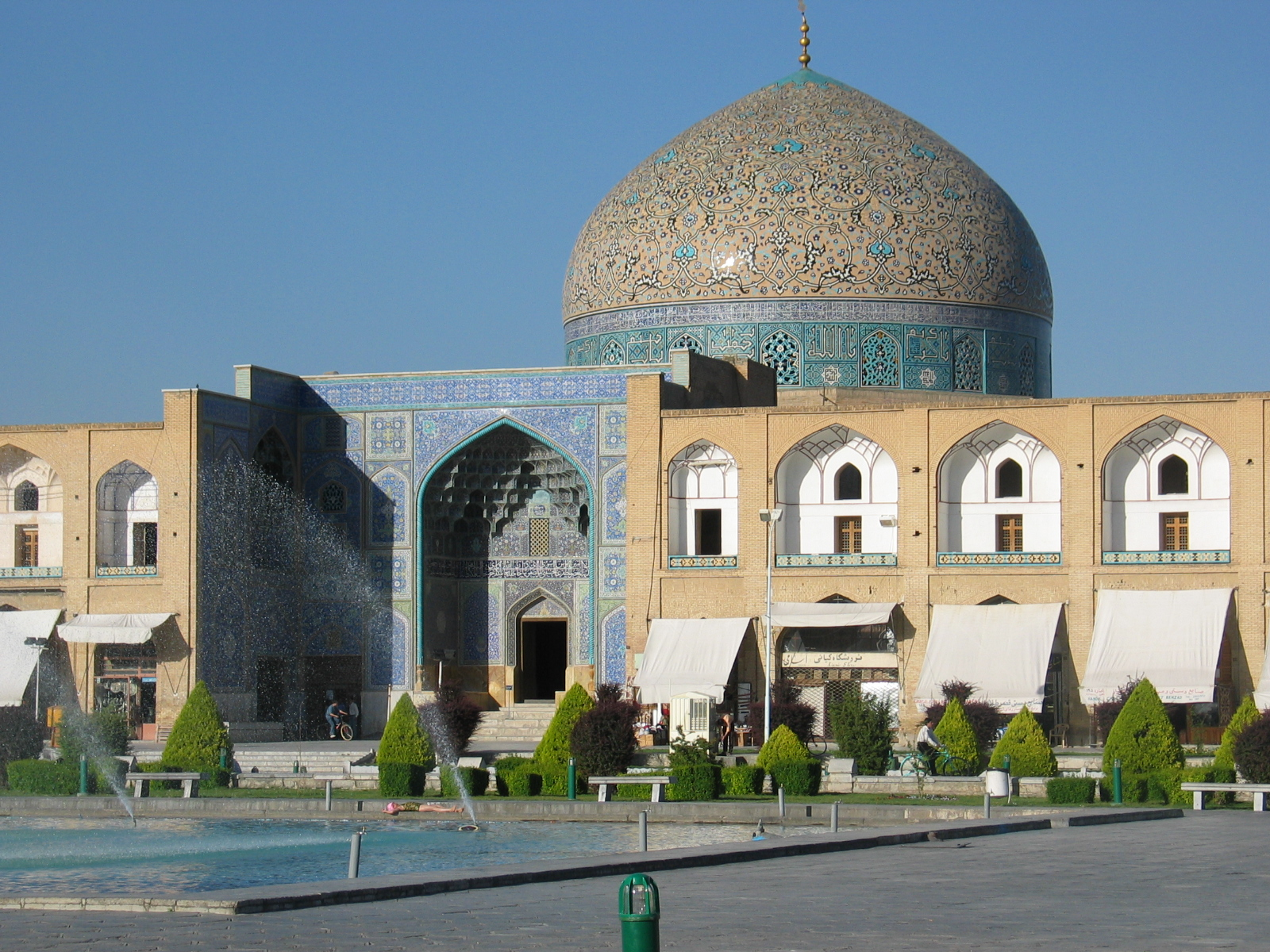
Entrada y cúpula de la mezquita del jeque Lotf Allah (1603-1618)
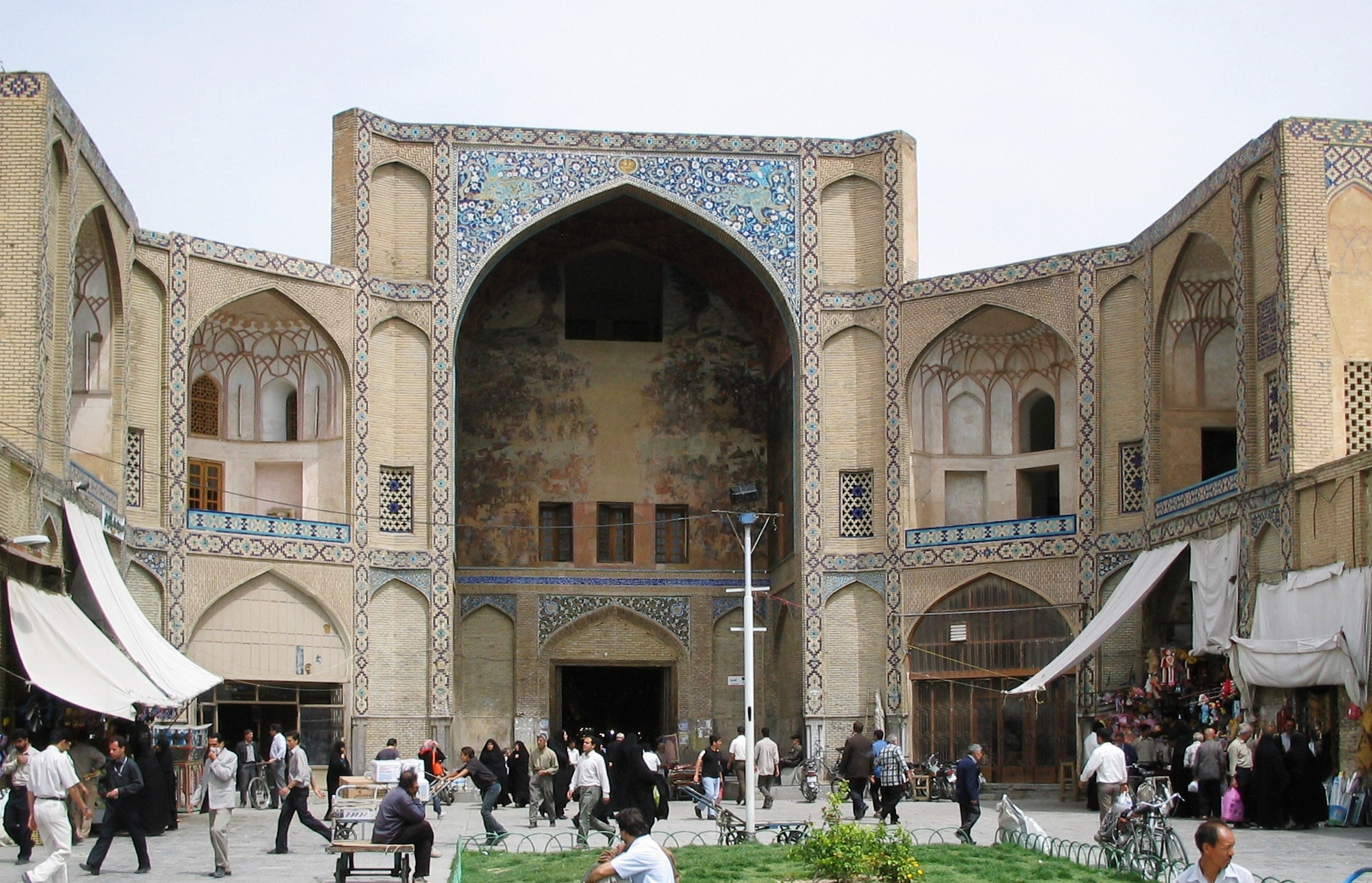
Entrada del Gran Bazar (1620)
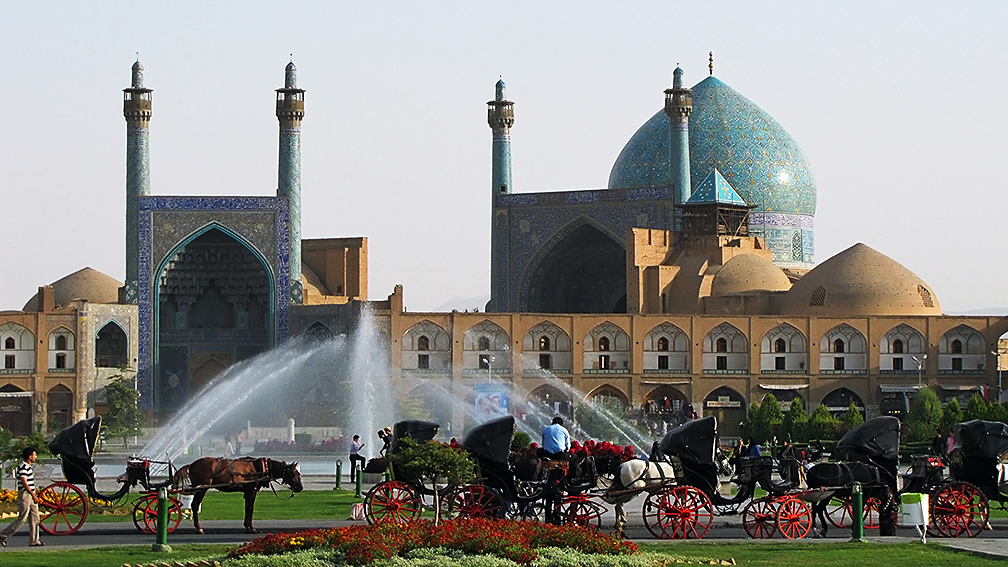
Iwán de entrada de la mezquita del Shah (1612-1630), en Isfahán
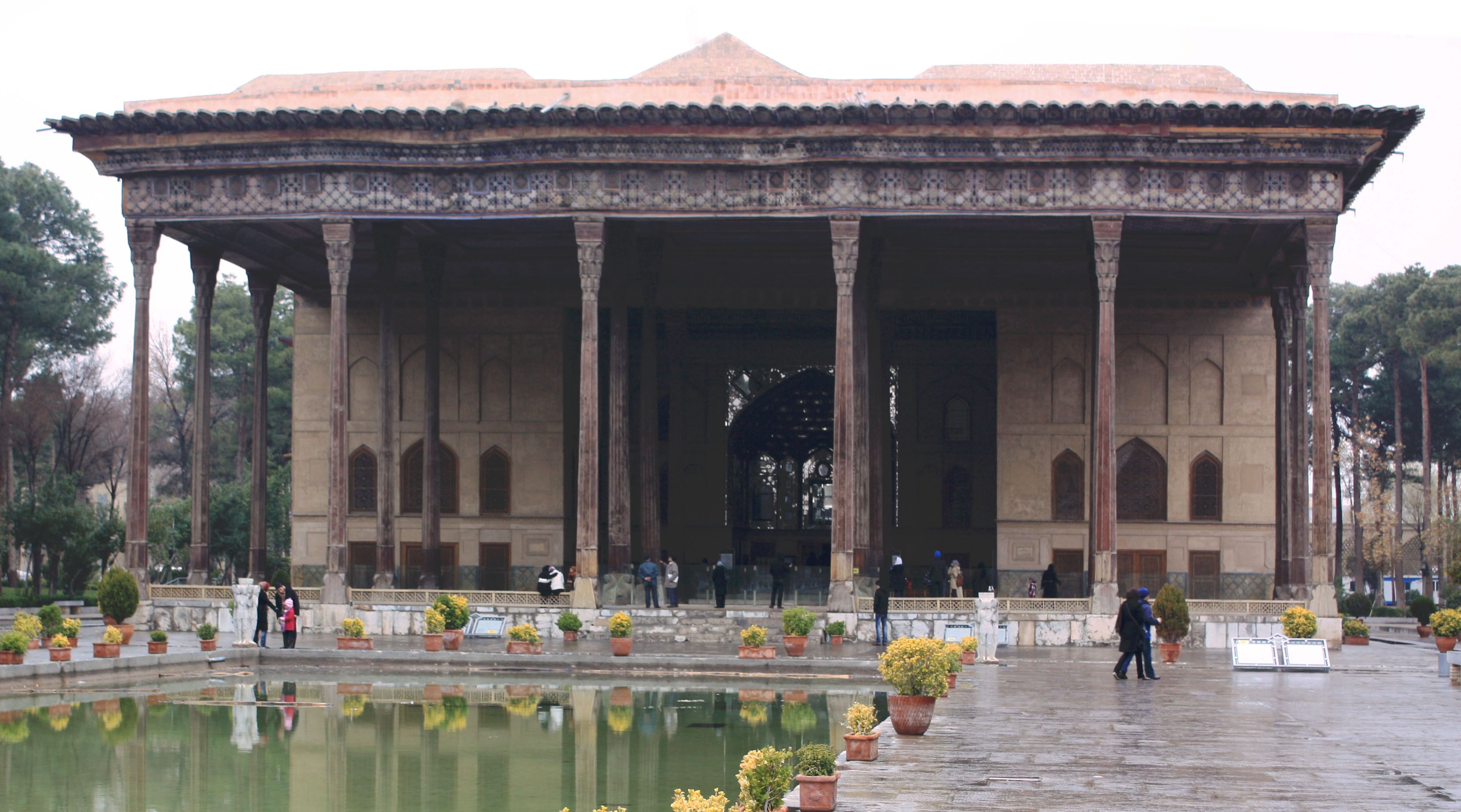
El palacio de Chehel Sotún (1647) en Isfahán

Mezquitas safávidas (todo o parte)
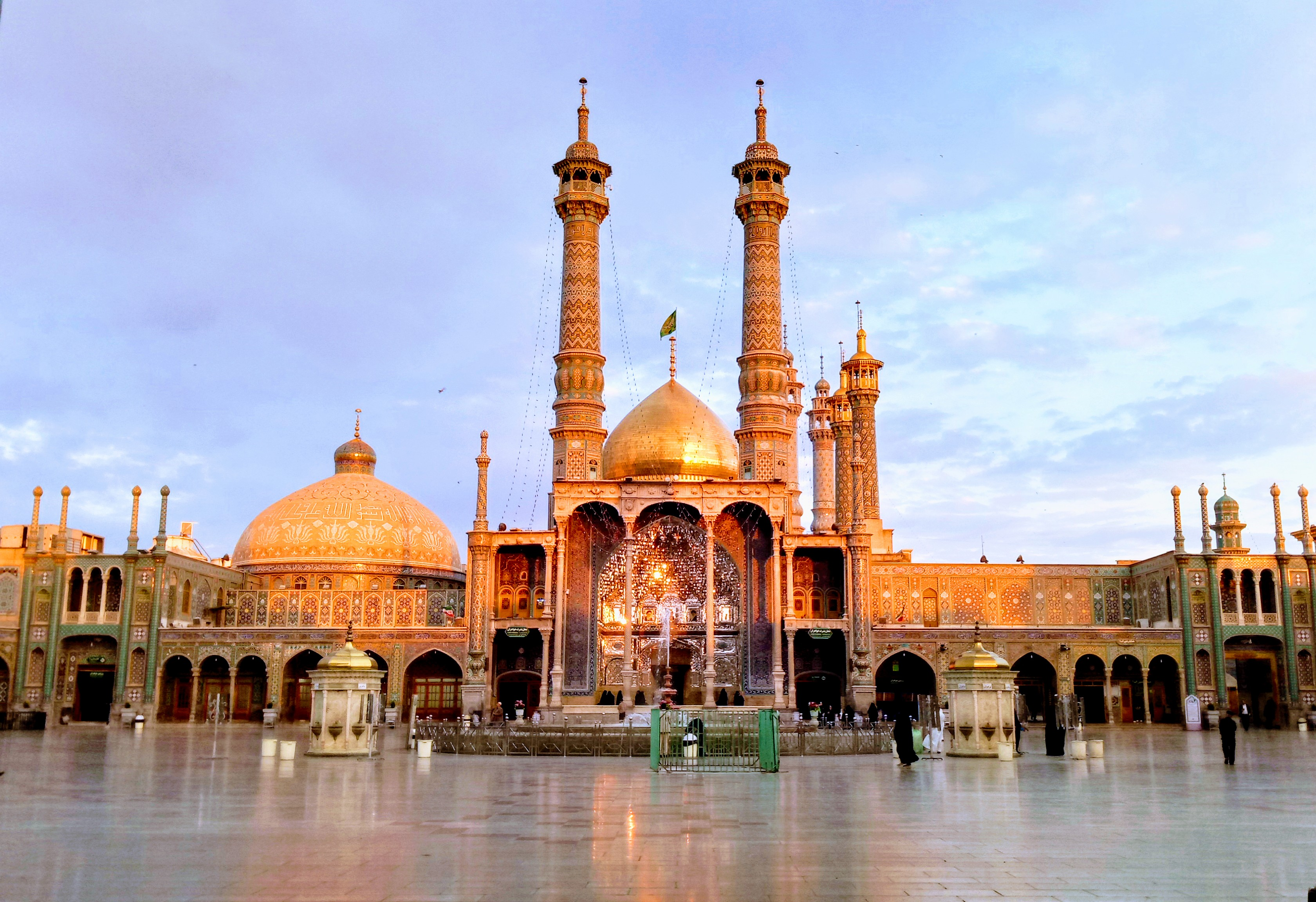
Mezquita de Fátima Masumeh, Qom, Irán.
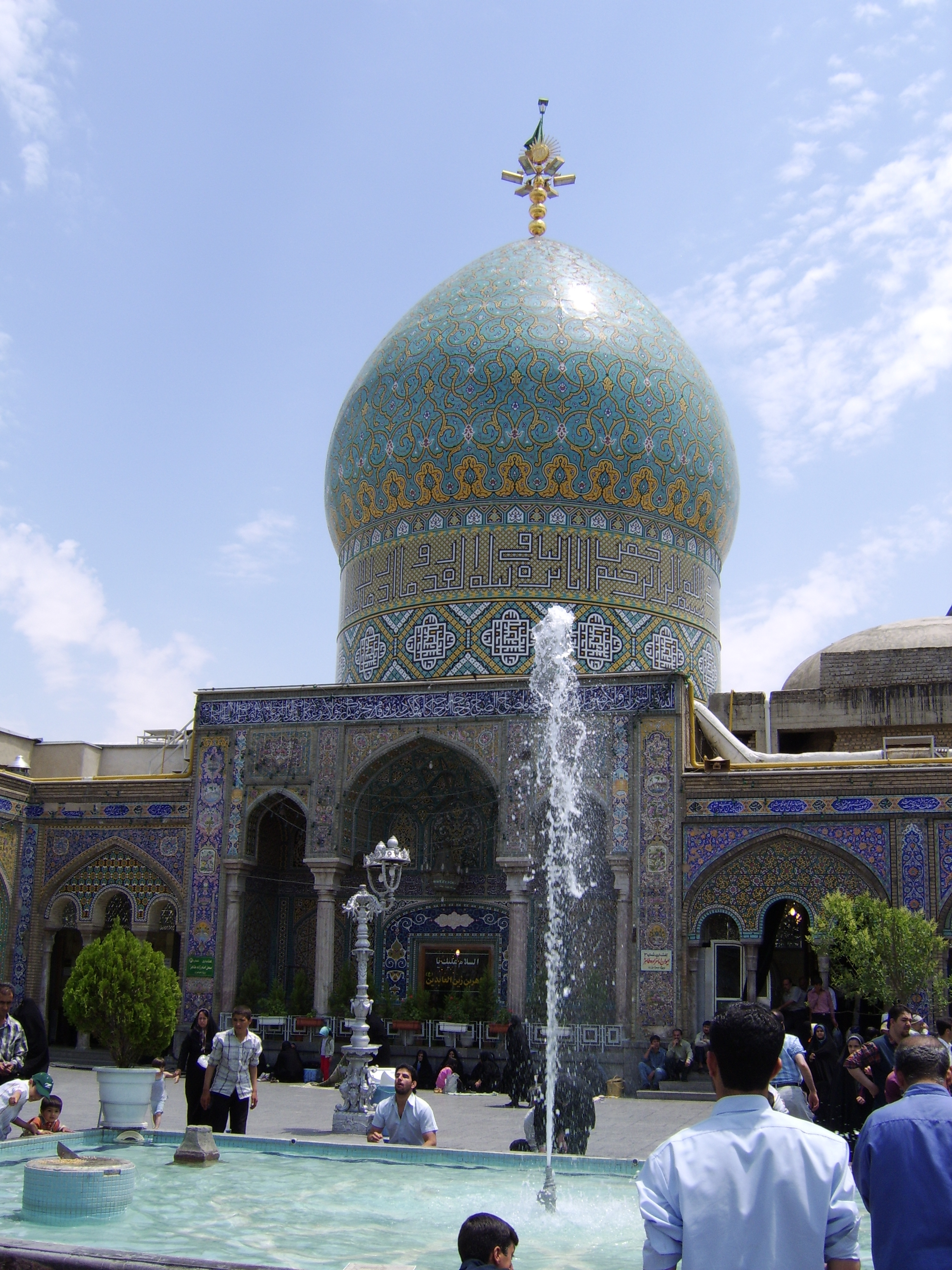
Mezquita Abdulazim, Rayy, Irán.
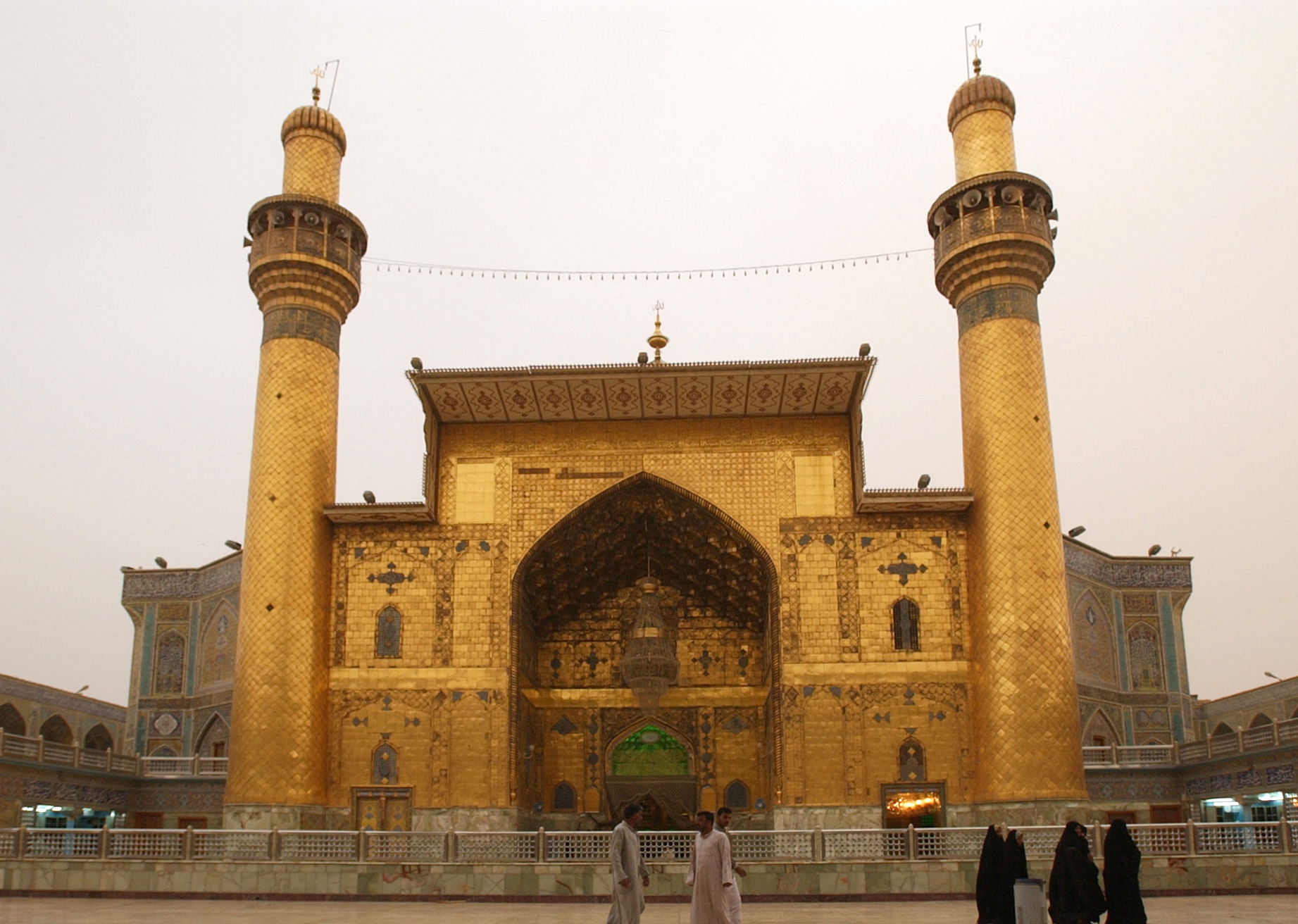
Mezquita del Imán Alí (977, original, rec. en 1086), Náyaf, Irak.
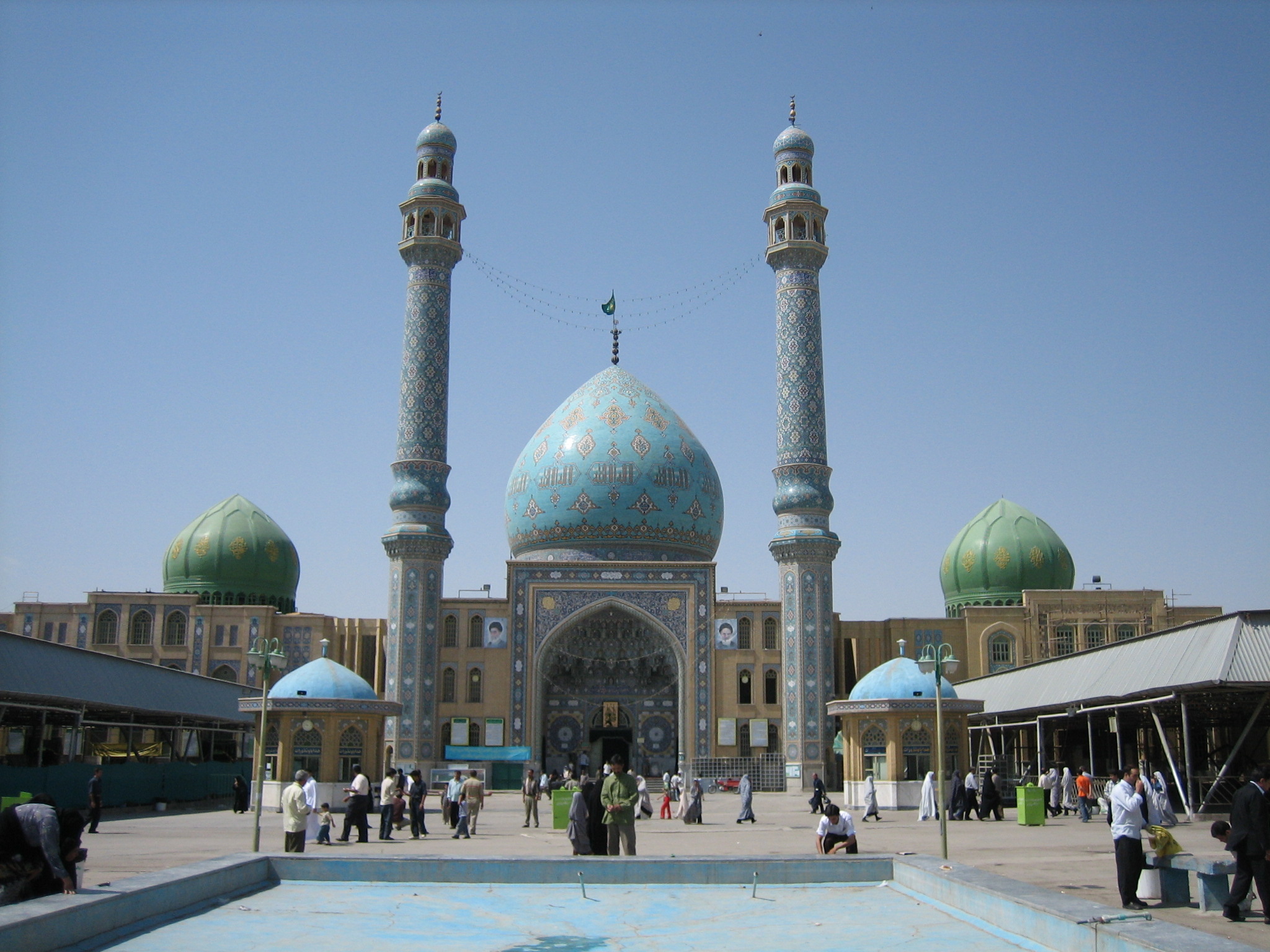
Mezquita Jamkaran, Irán.
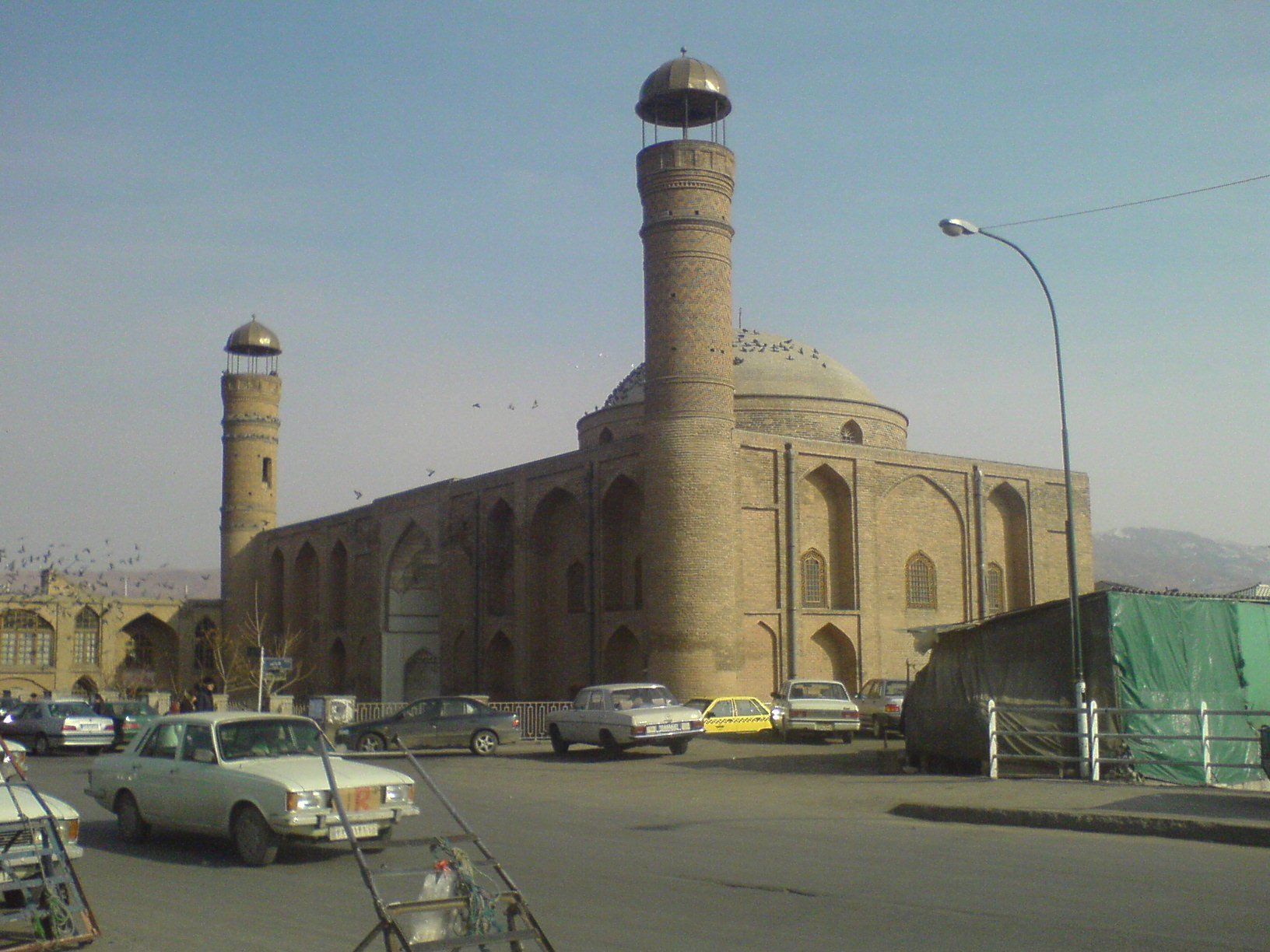
Mezquita Saheb-ol-Amr (1636), Tabriz, Irán.

## Contexto histórico
La dinastía safávida viene de una hermandad turcófona llamada Safaviya que apareció en Azerbaiyán hacia 1301, con el jeque Safi al-Din (1252-1334), que le da su nombre. Los safávidas han contribuido en gran medida a la propagación del chiismo duodecimano que consideran al duodécimo imam oculto como su líder.
Sin embargo, hasta 1447 la dinastía safávida no comenzó a mostrar ambiciones políticas, con la llegada al poder del jeque Djunayd. Se estableció un sistema de luchas y de alianzas con las tribus turcomanas, dando como resultado la extinción de la dinastía de los Qara Qoyunlu, reinantes entonces en la región de Tabriz, opuesta a la de los Aq Qoyunlu, instalados en Anatolia. Siendo Haydari, el sucesor de Djunayd, rápidamente asesinado, el sah Ismail I (r. 1501-1524), que entonces contaba doce años de edad, encabezó el movimiento en 1499. Comenzó pronto una vigorosa propaganda que le permitió reclutar un ejército. En 1500, sus 7000 soldados vencieron a las tropas turcomanas, una fuerza de 30 000 hombres, y en 1501, Ismail I entró en la ciudad de Tabriz, en el noroeste del actual Irán, proclamando el rito imamí como religión del estado y haciendo acuñar las primeras monedas con su nombre.
La expansión territorial se aceleró hacia Bagdad y el Imperio otomano, pero la llegada de Selim I a la cabeza del Imperio otomano que prohibió el chiismo, así como la batalla de Chaldiran (22 de agosto de 1514) marcaron un alto en esa expansión. El ejército safávida, que no conocía el uso de las armas de fuego, sufrió una aplastante derrota. Selim I entró en Tabriz —donde se retiró unos meses más tarde debido a las disputas internas— y se anexionó de gran parte del territorio safávida. Ismail I, cuya ascendencia divina fue fuertemente cuestionada, se retiró de la vida política, mientras que las relaciones con los turcomanos qizilbash —discípulos sufis chiitas de los safávidas— se deterioraban. En 1515, la instalación de los portugueses en Ormuz supuso el inicio de un floreciente comercio con Europa.
Después de la muerte de Ismail I, su hijo de diez años, Tahmasp I (r. 1524-1576) llegó al poder. Poco brillante en el plano militar, cedió la ciudad de Bagdad a Suleiman el Magnífico, y transfirió en 1548 su capital a Qazvin. Finalmente, firmó en 1555 el tratado de Amasya que le aseguraba una paz duradera. Su reinado, el más largo en la historia de Persia, estuvo marcado por la firma a sus veinte años de un «edicto de arrepentimiento» que instauró una religión autoritaria, prohibiendo la música, la danza, las bebidas alcohólicas e incluso el hachís.
Después de la muerte de Tahmasp en 1576, siguieron doce años de confusión y hasta la llegada del shah Abás (r. 1587-1629) no se logró restaurar una calma relativa. Abás, conocido como Abás el Grande, firmó rápidamente una paz muy desfavorable con los otomanos, para lograr tiempo para poner en pie un ejército de ghulams (mercenarios caucásicos, armenios y georgianos). Los ghulams también fueron integrados en una administración centralizada, ocupando los puestos de los turcomanos juzgados demasiado renuentes. Estas medidas permitieron que el sah venciese a las tropas uzbekas y que en 1598 retomase la ciudad de Herat y en 1624 la propia Bagdad. Este reinado, el más pleno de la dinastía, dio lugar a un comercio y un arte florecientes, sobre todo con la construcción de la nueva capital de Isfahán.

### Gobierno de Ismaíl I (r. 1501-1524)

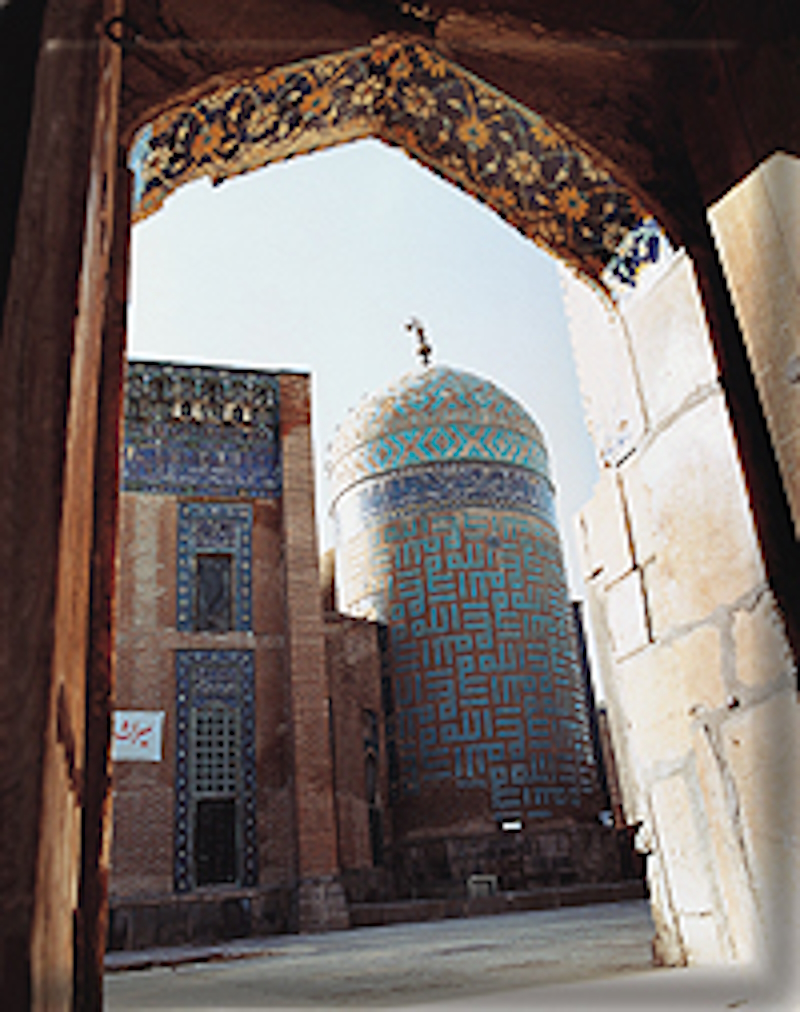
La tumba de jeque Safi en Ardabil y una parte del complejo asociado

Si bien el primer sha safávida llevó a cabo una política bastante intensa de restauración y de conservación en los grandes lugares del chiismo como Karbala (1508), Nayaf (1508) y Samarra, en el actual Irak, y Mashhad (1514), en el este de Irán, etc., perpetúando así las tradiciones timuridas y turcomanas, su mecenazgo arquitectónico como constructor fue casi nulo, probablemente debido a que la conquista safávida se logró sin grandes destrucciones. Así, en Tabriz, la nueva capital, todos los monumentos de los turcomanos sobrevivieron satisfaciendo largamente las necesidades del shah y de su corte. Sin embargo, sí fue Ismaíl I quien hizo de la ciudad de Ardabil (en el norte de Irán) un centro dinástico y un lugar de peregrinación, embelleciendo el complejo situado alrededor de la tumba de Shaykh Safi y enterrando allí los restos de su padre en 1509. Se le debe en especial la edificación del Dar al-Hadith, una sala dedicada al estudio de los hadiths, el equivalente de la antigua dar al-Huffaz, que servía para recitar el Coran. Fue probablemente también él quien planeó su propia tumba, aunque se haya hecho poco después de su muerte. (Ese conjunto, conocido como Conjunto del Khānegāh y del santuario del Jeque Safi Al Din en Ardebil fue declarado en 2010 como Patrimonio de la Humanidad.) También se acredita a Ismaíl I por la restauración de la Masjed-e Jameh de la ciudad de Saveh, en 1520, cuya decoración exterior ha desaparecido, pero que en el mihrab combina un uso del estuco arcaizante y una delicada decoración de arabescos en mosaico de cerámica. Otra mezquita de Saveh, la Masjed-e Meydan, recibió un mihrab similar, datado por dos inscripciones entre 1510 y 1518.
Dormish Khan Shamlu, cuñado de Ismail, superó en parte esta ausencia de construcciones a partir 1503. De hecho, este gobernador de Isfahán, que residía más en la corte de Tabriz que en su propia ciudad, dejó las riendas a Mirza Shah Hussein Isfahaní, el arquitecto más grande de la época, que construyó allí en especial la tumba de Harun-e Vilayat en 1512-1513. Señalado por un viajero occidental como un gran lugar de «peregrinación de los persas» (tanto de musulmanes como de judíos y cristianos), este monumento se compone de una habitación cuadrada bajo una cúpula, siguiendo un esquema de planta bastante tradicional. La cúpula descansa sobre un alto tambor, de muqarnas que llenan la zona de paso octogonal. Dos minaretes actualmente desaparecidos magnificaban el gran porche, mientras que la decoración de hazerbaf y mosaicos de cerámica, concentrada en la fachada, se mantenía en la tradición timúrida. La fachada, ritmada por arcos ciegos, se unifica gracias a la decoración de fondo, como fue ya el caso en la mezquita de Yazd. Hay que añadir a esta tumba la mezquita Masjed-e Ali muy cercana, terminada en 1522 por orden del mismo patrocinador.

### Gobierno de Tahmasp (r. 1524-1576)
Al igual que su predecesor, Tahmasp I, al comienzo de su reinado (1524-1555) permaneció poco activo en relación con el patrocinio de grandes obras arquitectónicas, contentándose simplemente con abordar restauraciones y embellecimientos, siempre en línea con las principales dinastías anteriores. Fueron especialmente las grandes mezquitas de Kermán, Shiraz e Ispahan, y los santuarios de Mashhad y de Ardabil los que se beneficiaron de sus cuidados. En este último, se puede citar la torre funeraria del sha Ismail, que pudo haber sido encargada por Ismail, pero que probablemente se hizo en los primeros años del reinado de Tahmasp, aunque no se mencione ninguna fecha. Está situada justo al lado de la torre funeraria del fundador de la dinastía y, debido a esta proximidad, tiene un diámetro relativamente pequeño. Parece un poco abrumada por el monumento cercano. Desproporcionadamente alta, tiene tres pequeñas cúpulas superpuestas, y juega con una decoración de cerámica dividida en numerosos registros para evitar la monotonía. El color amarillo de la cerámica decorativa es, sin embargo, un elemento completamente nuevo. También en Ardabil, se le atribuye a Tahmasp el Jannat Sara, un edificio octogonal con dependencias adyacentes y jardines muy degradados en el siglo XVIII (y ahora bien restaurado). Situado al noreste de la tumba, dataría, según Morton, de los años 1536-1540. Su principal uso todavía es debatido, ya que se menciona como una mezquita en fuentes europeas, pero no en las de Persia, lo que plantea si sería planeado para albergar la tumba del propio sha Tahmasp, aunque en realidad luego fue enterrado en Mashhad. Es de allí de donde vienen las famosas alfombras de Ardabil [véase más adelante].
Se debe también a Tahmasp un palacio en Tabriz, la capital hasta 1555, del que nada se conserva salvo una descripción del viajero italiano Michele Membre, que visitó Tabriz en 1539. Según él, consistía en un jardín rodeado por muros de piedra y de tierra con dos puertas de una gran meydan al este y de una nueva mezquita.
Al final del reinado, Tahmasp organizó los jardines de Sādatabad. Como todos los jardines persas, está dividido en cuatro por dos senderos perpendiculares y bordeado por un canal, una disposición que se encuentra especialmente en las alfombras-jardín del mismo período. Tiene baños, cuatro mercados cubiertos y tres pabellones de placer: el Gombad-e Muhabbat, el Iwan-e Bāgh y el Chehel Sutun. El nombre de este último, construido en 1556, significa «palacio de cuarenta columnas», nombre quese explica por la presencia de veinte columnas reflejadas sobre un estanque. En la tradición persa, el número cuarenta se utiliza a menudo para significar una gran cantidad. Este pequeño edificio de una única planta servía como lugar de audiencia, de lugar de celebración de banquetes o para fines más privados. Estaba decorado con paneles pintados de escenas literarias persas, como la historia de Farhad y Shirin, así como escenas de caza, de celebraciones o de polo, etc. Bandas florales rodeaban estos paneles realizados a partir de modelos del propio sha, pintor en su tiempo libre, o incluso de Muzaffar Ali o de Muhammadi, entonces empleados en el taller-biblioteca (ketab khaneh) real.
En la ciudad de Nain, la casa del gobernador, construida sobre una planta de cuatro iwanes, presenta una decoración elaborada, sin duda entre 1565 y 1575 siguiendo una técnica rara y muy sofisticada: sobre una capa de pintura roja, el artista dispuso una capa de pintura blanca, después raspada para revelar los motivos con siluetas de color rojo que recuerdan el arte de la miniatura persa y de las telas. Se encuentran peleas de animales, príncipes en el trono, escenas literarias (Khosrow y Shirin, Yusuf y Zouleykha), un juego de polo, escenas de caza, etc. Se nota que las siluetas se curvan y que el taj, el característico peinado de los safávidas al principio del imperio, ya ha desaparecido, según la moda de la época. En los cartuchos están caligrafiados cuartetos del poeta Hafez de Shiraz.

### Gobierno de Abás el Grande (r. 1587-1629)

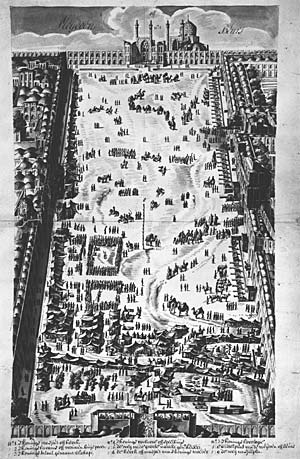
Dibujo del meydan de Hofsted G. van Essen, 1703, Biblioteca de la Universidad de Leiden.

El reinado de Abás el Grande marca la explosión de la arquitectura safávida, con la construcción de una nueva capital en Isfahán.

#### Isfahán
Por tercera vez en la historia de los safávidas, la capital del imperio cambio en el gobierno de Abás el Grande: se trasladó a la ciudad de Isfahán, una modesta villa localizada en una posición más centrada en el reino que Tabriz o Qazvin (situada entre Teherán y Tabriz). Se estableció la nueva capital al lado de la vieja ciudad, organizada en torno a una meydān (o maidan, 'plaza'), que aquí es una gran plaza de 512 m de longitud y 159 m de anchura. En un lado está la mezquita del Shah, en el otro el oratorio del sha, llamado mezquita del jeque Lotf Allah, mientras que el palacio de Ali Qapu se abre a un paseo de placer (Chāhār Bāgh, o Tchahar Bagh, 'jardín de la ciudad', el bulevar Chaharbagh) y el Gran bazar conduce a la vieja mezquita del Viernes. Dos puentes cruzan el río Zayandeh, conduciendo al barrio armenio de La Nueva-Julfa.
El conjunto de la plaza de Naqsh-e Yahán fue declarado en 1979 Patrimonio de la Humanidad.

##### Palacio de Ali Qapu

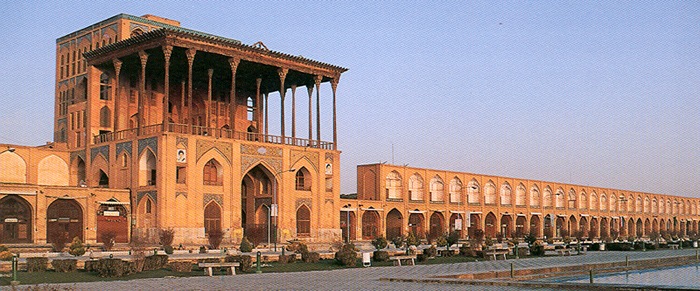
Ali Qapu y arcadas del meydān, Ispahan, principios del siglo XVII

Construcción suficientemente alta, que se abre en un lado sobre el meydan y del otro sobre el Chahar Bagh, el palacio de Ali Qapu probablemente fuera construido en dos fases, según Galieri, quien lo ha estudiado en detalle. Se encuentran en él las características propias de la arquitectura persa, como el gusto por las proporciones dos tercios / un tercio de la parte superior (talār), o incluso del uso de la planta cruciforme. La decoración recuerda a menudo al arte del libro entonces contemporáneo, con nubes chinescas, aves en vuelo, árboles florecientes tratados con una gama de colores suaves. Las habitaciones superiores, llamadas salas de música, están decoradas con pequeños nichos en forma de botellas de cuello largo. Ali Qapu servía de puerta dando al sendero procesional de la parte trasera, pero el sah también lo utilizaba para mostrarse y ver los partidos de polo y los desfiles militares que regularmente se celebraban en el meydan.

##### Qaysarieh, o gran bazar

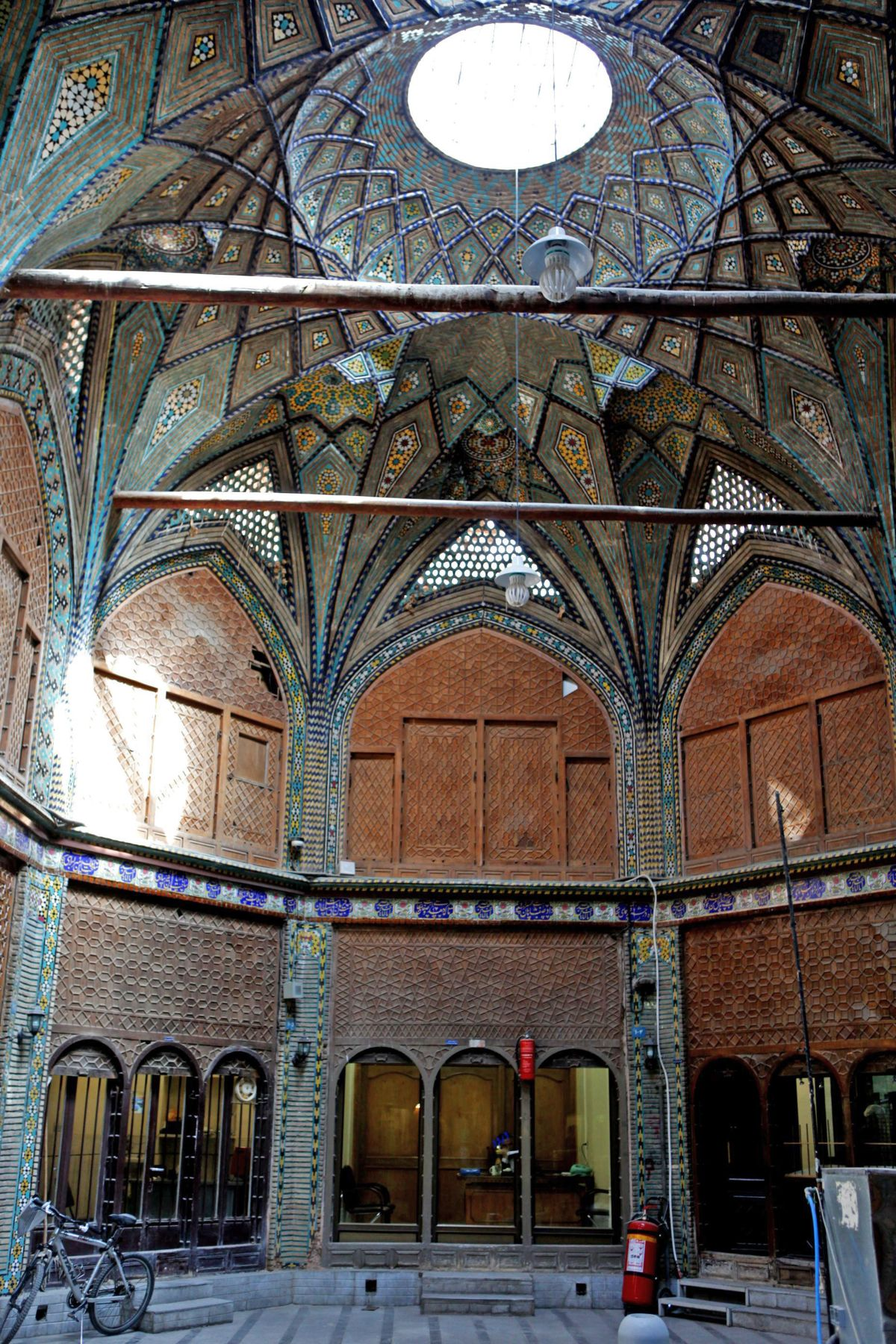
Interior del Gran Bazar

El gran bazar está conectado con el antiguo mercado por un lado y con el meydan del otro. En el lado que se abre al meydan, su alta bóveda de aristas salientes encierra una estructura de varios pisos, en la que la parte superior estaba reservada para la orquesta del sha mientras que por debajo estaban las tiendas y las habitaciones, dispuestas según los oficios. Una decoración de mosaicos de cerámica refleja el interés que tenía el sah en la arquitectura civil tanto como en la arquitectura religiosa o de placer.

##### Mezquita del jeque Lotf Allah u oratorio del sha

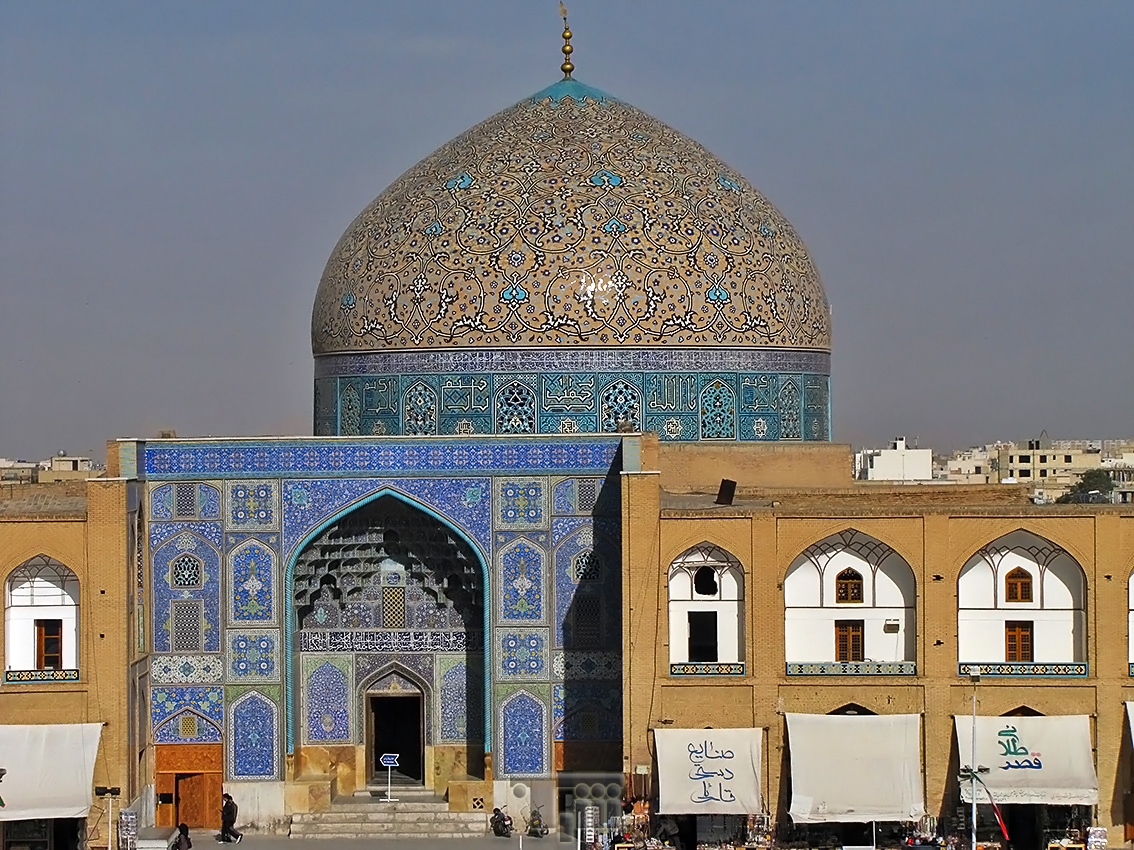
Mezquita del jeque Lotf Allah, ca. 1618, Isfahán, interior

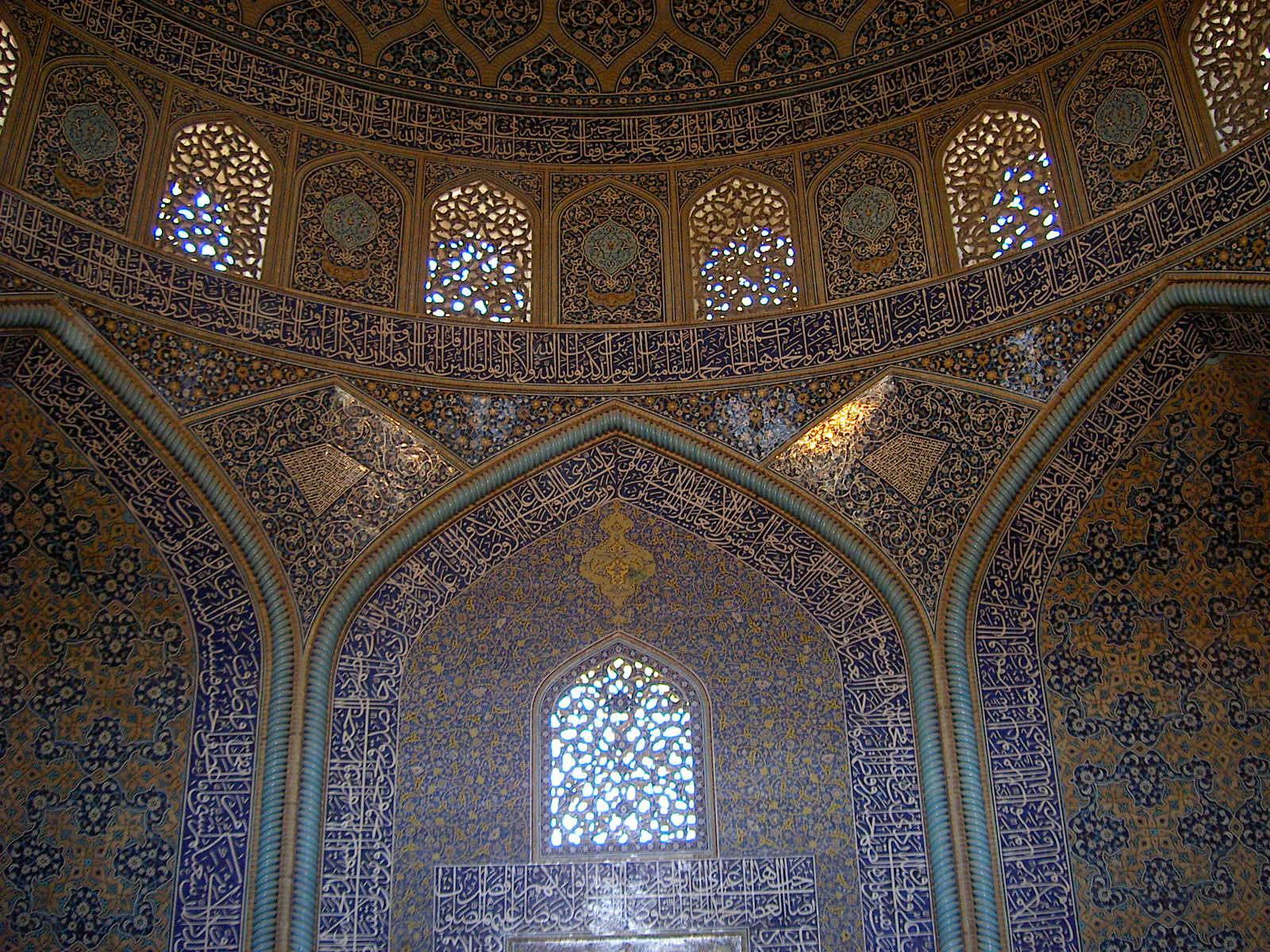
Interior de la mezquita del jeque Lotf Allah

Esta mezquita fue la primera construida en la nueva Isfahán, antes que la gran mezquita del Shah. Su construcción duró más de dieciséis largos años (1603-1618), pero dos fechas (1616 en la cúpula y 1618 en el mihrab) hacen pensar que fue completada alrededor de 1618. El arquitecto fue Muhammad Riza ibn Husayn, y el calígrafo pudo ser Reza Abbasi, gran miniaturista.
La planta de esta pequeña mezquita es bastante inusual, con una entrada en chicane intencionadamente sombría que conduce a una sala de oración completamente cubierta con una cúpula y abierta por un gran portal. La ausencia de patio es notable, como también la de minarete, comprensible ya que solamente era usada como oratorio del soberano más que de lugar de rezo público.
La decoración se realizó recubriendo de cerámica los puntos más bajos y con paneles de mármol amarillo los superiores, con nichos en los lados con ricas estalactitas. La paleta de la cúpula exterior es muy singular, dominada por el color de la tierra.

##### Mezquita del Shah

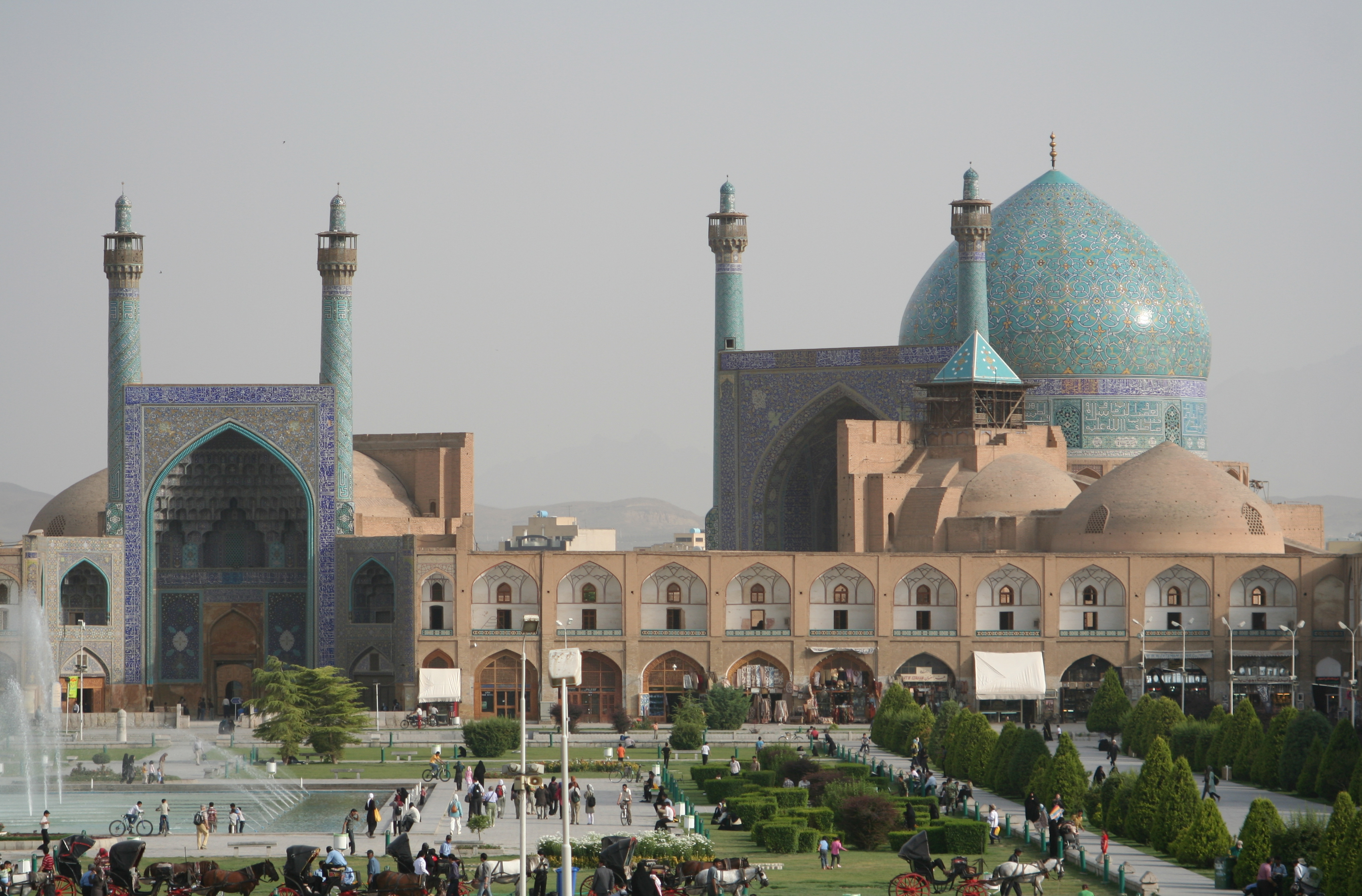
Vista de la gran mezquita del Shah

La mezquita del Shah fue construida entre 1612 y 1630 bajo la dirección de los arquitectos Muhibb al-Din Ali Kula y Ustad Ali Akbar Isfahani. Sus dimensiones son colosales: 140 m por 130 m, un área de18 000 m². La planta, sin embargo, es mucho más ortodoxa que la de la mezquita del jeque Lotf Allah: se trata de una mezquita estrictamente simétrica, con cuatro iwanes y dos cúpulas, con minaretes delante de la sala de oración. En ambos lados del edificio se encuentran dos madrasas.
La planta de la edificación, como su decoración, muestra una gran coherencia. Los revestimientos cerámicos recubren toda la superficie de los muros, pero la otra cara de los iwanes a menudo se pasa por alto en beneficio de la fachada. El color dominante es el azul, que casi forma una «capa azul» y da unidad al conjunto. Pueden establecerse comparaciones con el arte de la miniatura persa.

##### El puente Allahverdi-khan

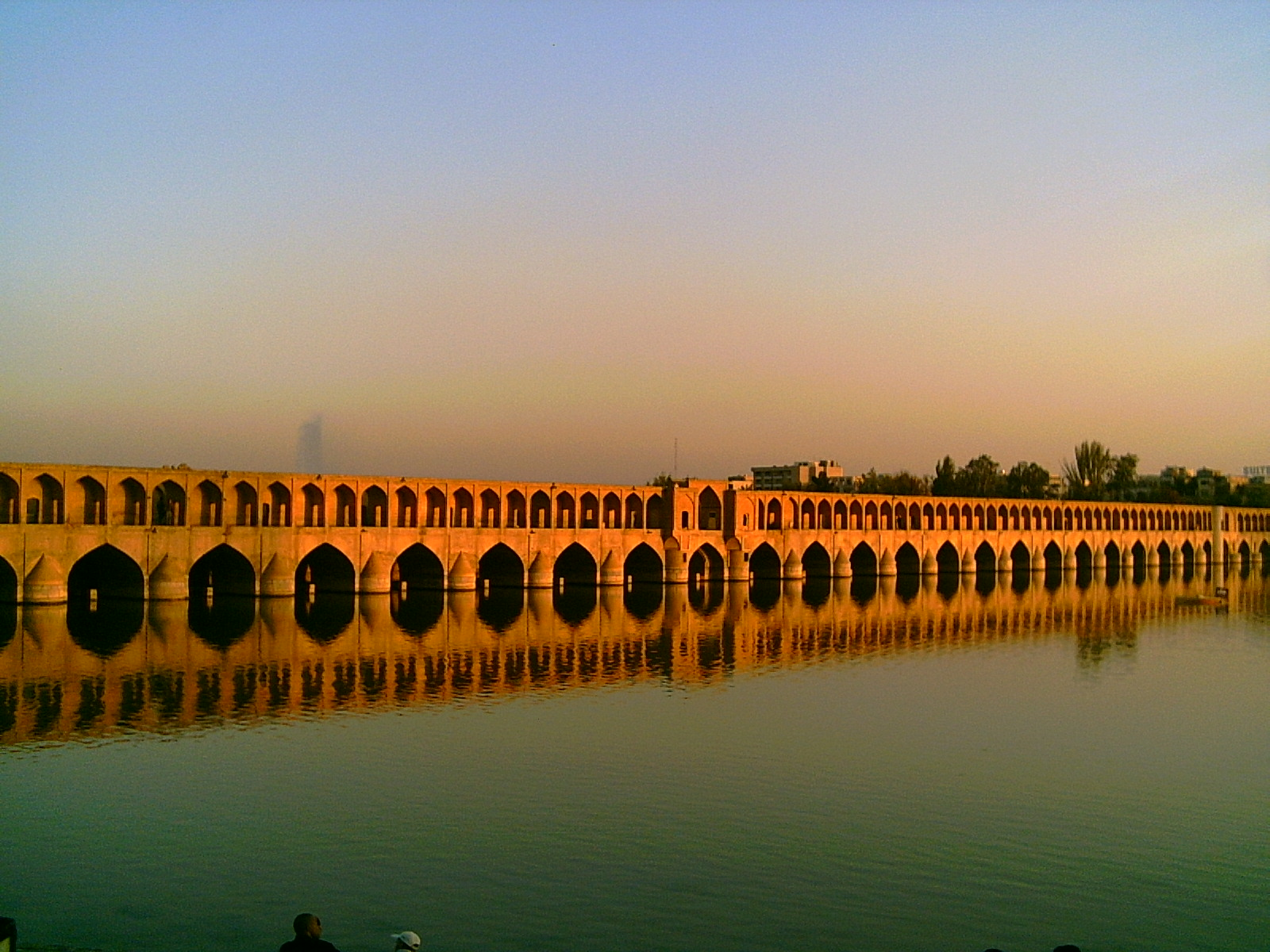
El puente al atardecer

Datable de 1608, este largo puente fue construido por orden de Allahverdi Khan, el primer ministro georgiano de Abás el Grande. Se dispone en continuidad con el largo bulevar Chahar Bagh. Con sus arcadas, en los lados y en la base, ofrece la oportunidad de pasear en varios niveles, dependiendo de la altura del agua. Servía obviamente de lugar de franqueo del río, aunque también hacía la función de presa para regular su caudal. Al cruzarlo, el agua da lugar a un gran efecto de fuente gracias a los enmarcamientos. A su lado hay un talār, el quiosco de los espejos, desde donde el soberano podía observar el río.

### Gobierno de Abás II (r. 1642-1666)

#### Chehel Sotoun

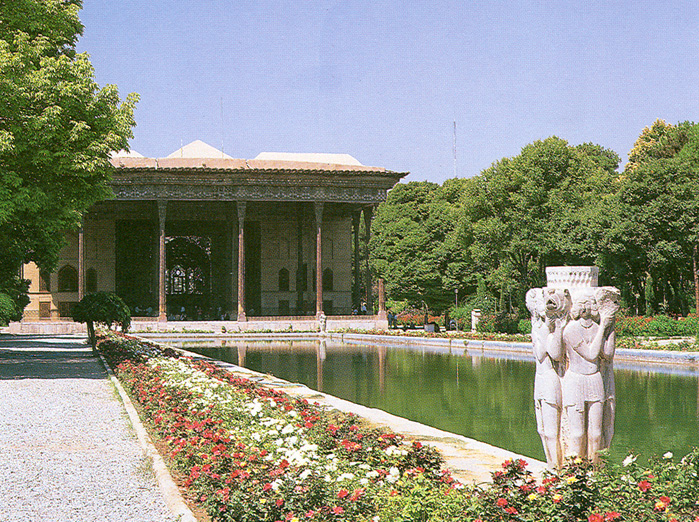
Le Chehel Sotoun, 1647-1648?, Ispahan

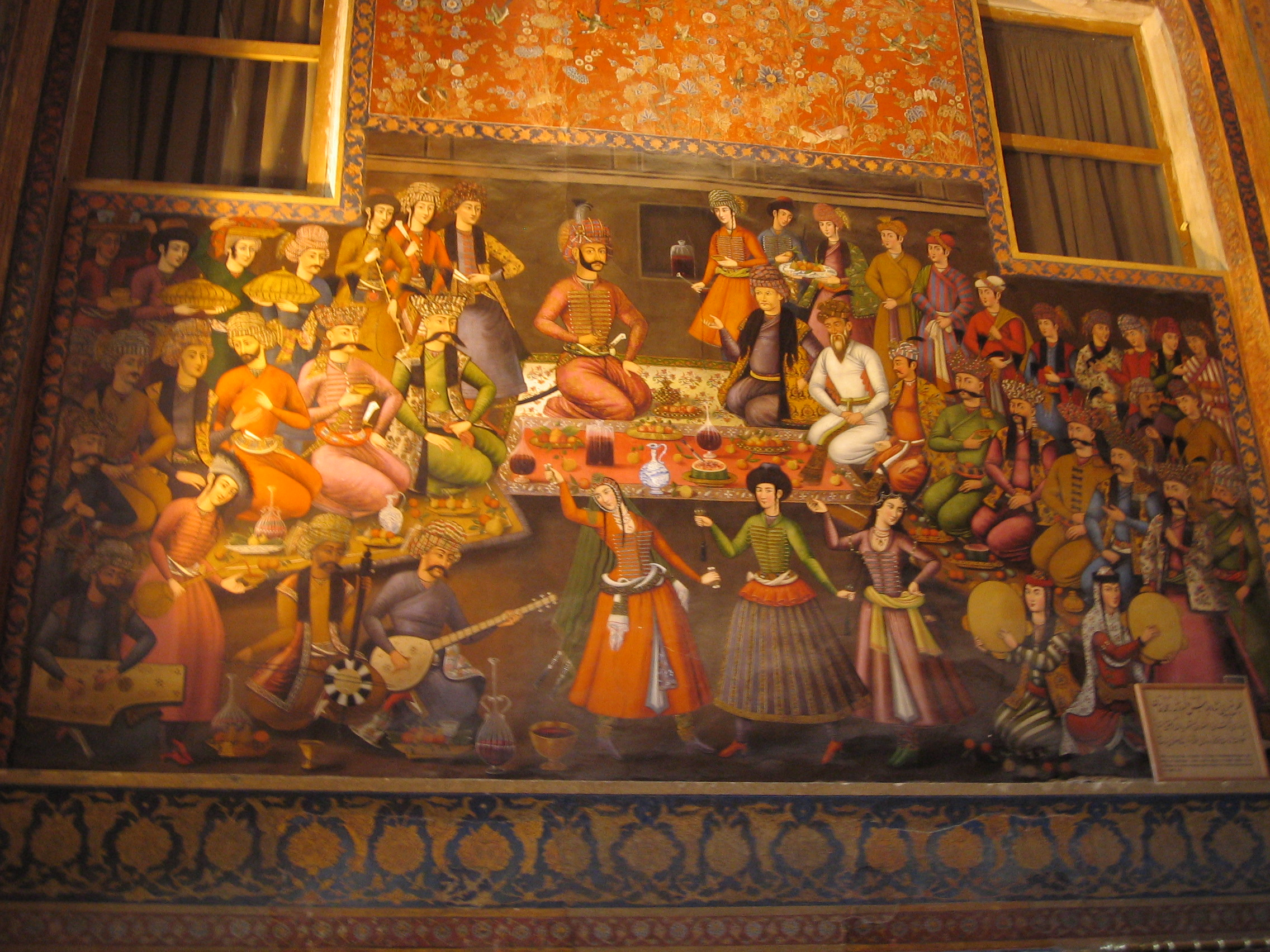
Fresco del Chehel Sotoun: Shah Abbás I recibiendo al Vali Nadr Muhammad Khan

Este edificio, cuya datación es muy discutida, fue construido probablemente durante el reinado del Abás II y fue redecorado en la década de 1870. De acuerdo con un poema inscrito en el edificio y otro de Muhammad Ali Sahib Tabrizi, habría sido construido en 1647-1648, y aunque algunos estudiosos creen que se habría construido en varias etapas, los más se inclinan a pensar que fue de una sola vez, ya que es bastante coherente.
Es un edificio de planta rectangular, con columnas que se reflejan en los estanques (chehel sotoun significa «cuarenta columnas» en persa).
El Chehel Sotoun está decorado con grandes pinturas históricas, que exaltan la magnanimidad o el valor guerrero de los diferentes grandes gobernantes de la dinastía: escena de batalla con el sah Ismaíl, el sultán mogol Humayun siendo recibido por el sah Tahmasp, después el Vali Nadr Muhammad Khan, soberano de Bukhara entre 1605 y 1608, recibido por el sah Abás I, y, por último, una evocación de la toma de Kandahar por el sah Abás II; que debe ser más tardía, ya que la ciudad no cayo hasta 1649. En las salas secundarias también se encuentran numerosas escenas galantes y de personajes en pie. Se observan en la decoración influencias occidentales (apertura sobre un paisaje, similitudes con el barrio armenio) y de la India (caballo representado tendido en el heno, iwanes cubiertos de espejos).

#### El puente Khwaju

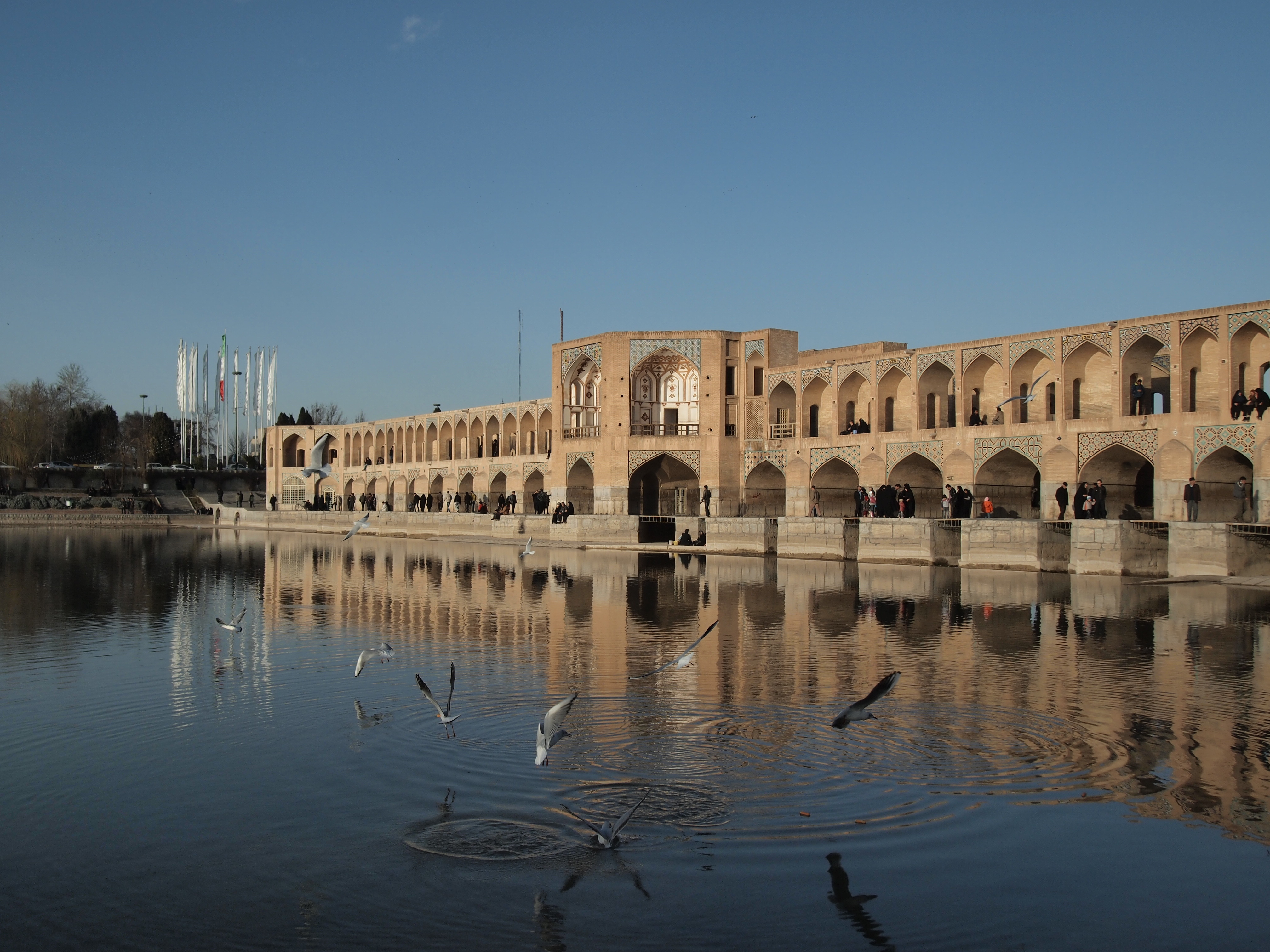
Vista del puente Khwaju

Segundo gran puente de Isfahán, construido cincuenta años después del Pol-e Allahverdikhan, el puente Khwaju presenta una estructura idéntica y ligeramente un poco más compleja, con tajamares en abanico que permiten efectos de agua más espectaculares.

### El fin del periodo

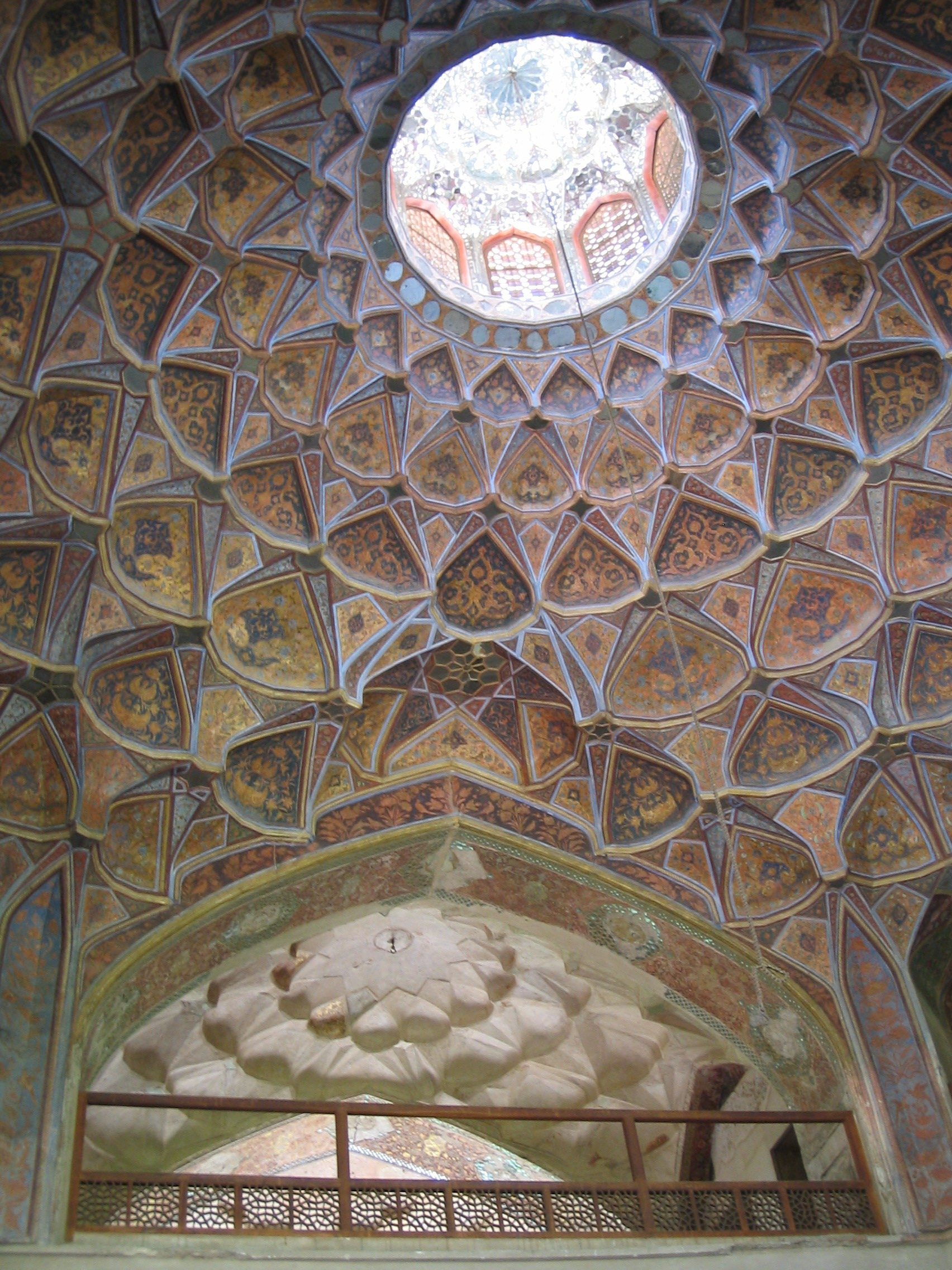
Plafón del Hasht Behesht, Ispahán

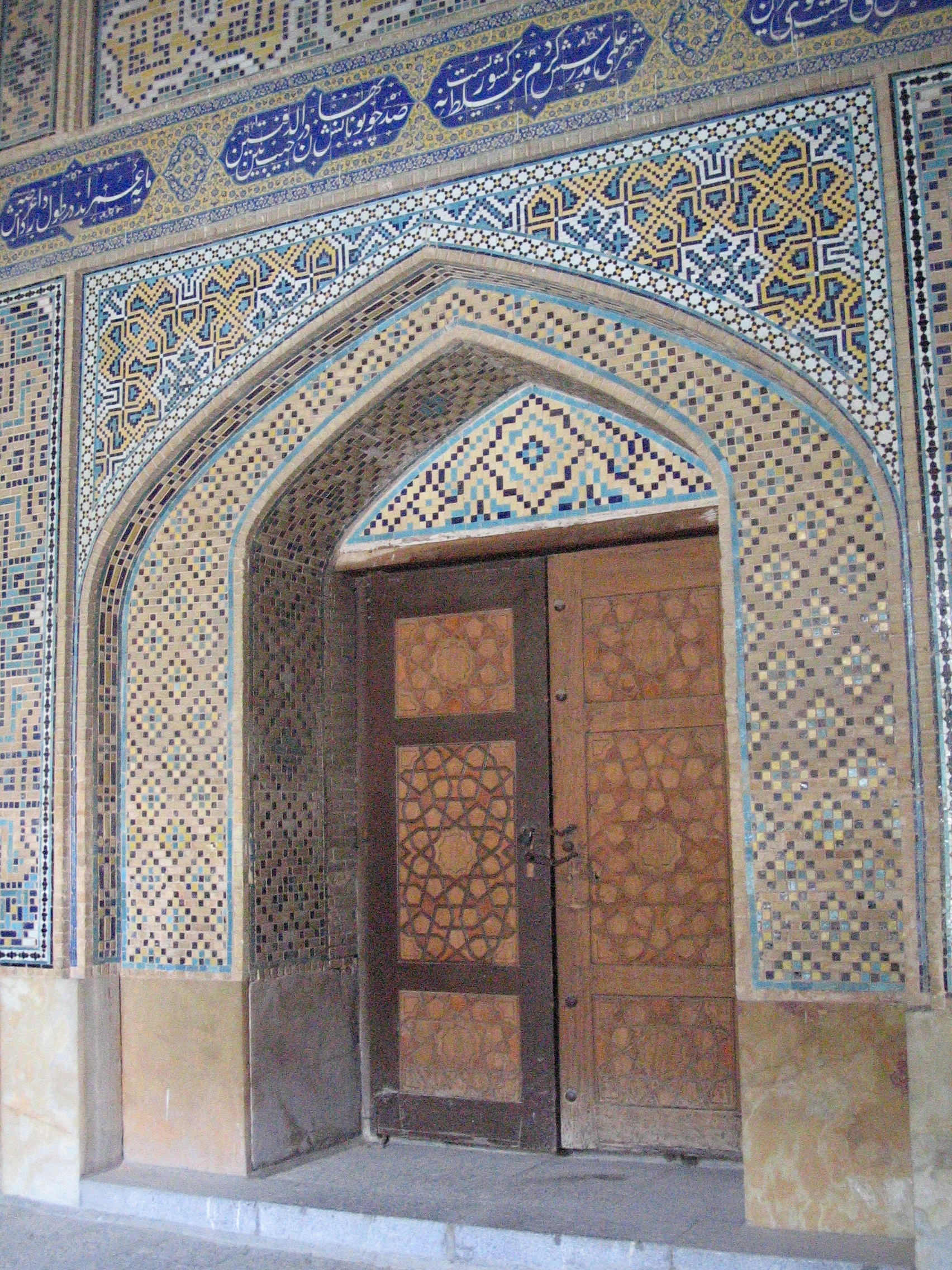
Puerta en la madrasa Mādar-e Shah, Isfahán

Todavía se pueden destacar dos edificios más de Isfahán que datan de la era safávida tardía. El Hasht Behesht (los "ocho paraísos"), consiste en un pabellón con ocho pequeñas entidades dispuestas alrededor de una gran sala bajo cúpula con cuatro iwanes. pequeñas bóvedas coronan las salas secundarias, decoradas con espejos que hacen las superficies móviles. La decoración exterior, en cerámica, es notable por el amplio uso del amarillo. Se data este edificio en el año 1671.
La madrasa Mādar-e Shah, o madrasa de la madre del Sha, está en el bulevar Chāhār Bāgh y está fechada en 1706-1714. No proporciona ninguna novedad arquitectónica, y como tal, es una buena muestra del relativo estancamiento de la arquitectura de esa época: una planta de cuatro iwanes y una cúpula que recuerda a la de la mezquita del Shah, constituyen la mayor parte de sus elementos arquitectónicos. La decoración, muy geometrizada, es en cambio un poco de diferente de las decoraciones del siglo XVII, con una paleta dominada por el amarillo, el verde y el oro, y una red vegetal más densa que en la mezquita del Shah.